# یاسوج
یاسوج شهری در جنوب ایران و مرکز استان کهگیلویه و بویر احمد و شهرستان بویراحمد است. یاسوج در دامنه‌های زاگرس و قله دنا و در ارتفاع ۱۸۷۰ متری از سطح دریا قرار گرفته است. مردم این شهر لر هستند و به زبان لری صحبت می‌کنند. یاسوج یا یاسیچ به معنای محلی است که گل‌های یاس در آن به صورت فراوان می‌رویند.
یاسوج بعد از رشت، دومین مرکز استان ایران از نظر بارش برف و باران بوده و در اقلیم مدیترانه‌ای قرار گرفته است.
شهر یاسوج به علت قرار گرفتن در دامنه قله دنا (بلندترین قله زاگرس)، دارا بودن دو رودخانه بشار و مهریان، آبشار یاسوج، دریاچه سد شاه قاسم، چشمه‌های متعدد، جنگل‌های بلوط و برخورداری از آب مشهور شده است.
شهر یاسوج تا قبل از سال ۱۳۴۹ خورشیدی یک روستا بود در این سال مرکز فرمانداری کهگیلویه و بویراحمد و شهر شد و در سال ۱۳۵۵ تبدیل به مرکز استان شد.

## اقتصاد
تولیدات یاسوج عمدتاً شامل خوراک دام، قالی، سبدبافی، موزائیک و آجر است. این شهر، دارای واحد تصفیه و تولید شکر و نیروگاه تولید برق با سوخت زغال‌سنگ است که برق مورد نیاز منطقه را تأمین می‌کند.

## جمعیت
بر پایه سرشماری عمومی نفوس و مسکن در سال ۱۳۹۵ جمعیت این شهر ۱۳۴٬۵۳۲ نفر (در ۵۴٬۸۵۰ خانوار) بوده است که با ادغام شهر مادوان و روستاهای اطراف در ۱۸ اردیبهشت سال ۱۴۰۲ جمعیت آن طبق سرشماری عمومی نفوس و مسکن در سال ۱۳۹۵ به ۱۹۴٬۵۳۵ تن(۶۹٬۶۲۳ خانوار) افزایش یافته است.
| ردیف | نام شهر | شهرستان  | سال ۱۳۴۵ | سال ۱۳۵۵ | سال ۱۳۶۵ | سال ۱۳۷۰ | سال ۱۳۷۵ | سال ۱۳۸۵ | سال ۱۳۹۰ | سال ۱۳۹۵         |
| ---- | ------- | -------- | -------- | -------- | -------- | -------- | -------- | -------- | -------- | ---------------- |
| ۱    | یاسوج   | بویراحمد | ۹۳۱      | ۴٬۵۲۴    | ۲۹٬۹۹۱   | ۴۸٬۹۵۷   | ۶۹٬۱۳۳   | ۱۰۰٬۵۴۴  | ۱۰۸٬۵۰۵  | ۱۳۴٬۵۳۲ ۱۹۴٬۵۳۵* |

- عدد بالا مربوط به جمعیت شهر یاسوج پیش از اجرای طرح تفصیلی و الحاق تعدادی روستا به شهر یاسوج می‌باشد و عدد پایین مربوط به جمعیت شهر یاسوج پس از اجرای طرح تفصیلی و الحاق روستاها به محدوده شهری یاسوج در سال ۱۴۰۲ است.

## تاریخچه
یاسوج ییلاق دولت بزرگ تمدن ایلام بوده است. منطقه یاسوج از عصر برنز محل زندگی انسان‌ها بوده است. یافته‌های باستانی در تپه شهدا (مربوط به ۳ هزار سال پیش از میلاد)، تل خسرو، محوطه باستانی گرد از آثار تاریخی یاسوج هستند.
از سال ۱۳۴۲ و پس از قیام عشایر جنوب، یاسوج مرکز فرمانداری کل کهگیلویه‌وبویراحمد شد. اولین ساکنان شهر یاسوج مهاجران اردکانی بودند که حتی پیش از سال ۱۳۴۲ به‌صورت فصلی در مرکز شهر یاسوج زندگی می‌کردند. پس‌ازآن گروه‌های دیگر از شهرهای بهبهان، کازرون، شیراز و… به یاسوج مهاجرت کردند. این مهاجران که به‌طور عمده با انگیزهٔ شغلی، کسب و دادوستد به یاسوج آمده بودند، براساس جایگاه شغلی به چند گروه کارمندان، بازاریان، کارگران و صاحبان حِرَف تقسیم می‌شدند. اهمیت این مقاله در جدیدبودن آن است و برخی نیازها و خلأهای پژوهشی را در این باب
جغرافیای طبیعی، چگونگی نظام تولید، سبک زندگی عشایری و سیاست رژیم حاکم بر منطقه بویراحمد رونق زندگی شهرنشینی را تا دهه ۱۳۴۰ مانع شد. بازرنگ و تل‌خسرو از شهرهای منطقه بویراحمد علیا بود که فارسنامه ناصری از «تل‌خسرو» در قالب ناحیه‌ای از بلوک رودخانه، از توابع مناطق سردسیر کهگیلویه نام برده است (فسایی، ۱۳۷۸). این دو شهر تحت‌تأثیر اوضاع مزبور، در پی عوامل تاریخی به‌تدریج موقعیت شهری خود را از دست دادند.  درحال حاضر روستاهای بازرنگ و تل‌خسرو در جنوب و جنوب‌شرق یاسوج واقع‌اند. پس از ویرانی و تخریب دو شهر مزبور، برپایهٔ ضرورت‌ها و عوامل سیاسی و اقتصادی، شهر یاسوج به جای شهرهای تل‌خسرو و بازرنگ شکلگرفت. در ادامه به عوامل شکل‌گیری یاسوج اشاره می‌شود:
۱. عوامل سیاسی: آن‌گونه‌که اشاره شد شهر یاسوج برپایهٔ برخی ضرورت‌ها و عوامل سیاسی شکل گرفت. ایجادمرکزیت سیاسی برای مهار عشایر بویراحمد مهم‌ترین ضرورتی بود که در شکل‌گیری نخستین پایگاه‌های شهری این منطقه مؤثر بود.
الف. تل‌خسرو مقدمه‌ای بر شکل‌گیری یاسوج: تل‌خسرو مرکز خوانین بویراحمد علیا بود که اکنون تپه‌ای از بقایای آن برجامانده است. حوادثی که در شهر تل‌خسرو روی داد بر زندگی ساکنان این منطقه تأثیر مهمی گذاشت. منطقهٔ سررود بویراحمد علیا (تل‌خسرو) به‌علت موقعیت جغرافیایی و نزدیکی با قلمرو قشقایی‌ها، رویدادهای گوناگونی را شاهد بود. نمونه‌های اندکی وجود دارد که بر سر قلمرو جغرافیایی این قسمت، بین قشقایی‌ها و بویراحمدی‌ها اختلاف و درگیری رخ داده است (قدیمی، ۱۳۴۷: ۳۸)..
در تقسیم‌بندی کشوری سال ۱۳۱۶، منطقهٔ تل‌خسرو به‌طور رسمی در حکم مرکز ایل‌های کهگیلویه‌وبویراحمد شناخته شد؛ البته شهرک تل‌خسرو پس از نبرد تنگ تامرادی ۱۳۰۹ و در سال ۱۳۱۰ تأسیس شد و به‌تدریج برای اداره‌های دولتی و محلی‌هایی که تحت‌قاپو شاه بودند، خانه‌های مسکونی بنا شد. بنابه نوشتهٔ علی‌اکبر قدیمی، حدود ده دستگاه خانهٔ بزرگ برای اداره‌ها و صد دستگاه خانهٔ کوچک برای اسکان عشایر ساخته شد (قدیمی، ۱۳۴۷: ۳۹). دراین‌باره یکی از ساکنان شهر تل‌خسرو می‌افزاید: «در زمانی اندک تعداد فراوانی خانه ساخته شد که بسیاری از آنها خالی بود؛ زیرا مردم از سکونت در تل‌خسروی استقبال نمی‌کردند» (حسینی، مصاحبه شماره ۱۲).
در این شهر مؤسسه‌ها و اداره‌هایی نظیر فرمانداری، ادارهٔ فرهنگ، تلگراف، بهداری، مالیه، ثبت احوال، ثبت اسناد، شهرداری و برخی مراکز دیگر دایر شد و راه ارتباطی تل‌خسرو به اردکان گشوده شد. طبق نظر حاکم نظامی، از هر طایفه یک یا چند خانوار می‌بایست به‌اجبار در خانه‌های ساخته‌شدهٔ شهر سکونت می‌کردند. میزان هنگفتی کوپن قند و شکر برای افراد در نظر گرفتند که آن را به رئیس طایفه یا ایل می‌دادند و در ازاء آن، از آنها یک یا دو قبضه تفنگ می‌گرفتند. علاوه‌برآن کارگرانی که از هر طایفه به اجبار می‌گرفتند، عملیات ساختمان‌سازی شهر را بدون دریافت مزد یا پاداش انجام می‌دادند. گاه به افراد مقدار کمی هم مزد می‌دادند که از روزی یک ریال تجاوز نمی‌کرد.
پس از پایان عملیات ساختمانی، اهالی شهر مجبور بودند کت‌وشلوار بپوشند و همانند مردمان شهر رفتار کنند (قدیمی، ۱۳۴۷: ۴۰). پس از مدتی، حاکم نظامی از خان بویراحمد خواست زمین‌های شهر را به دولت بفروشد؛ ولی خان به انجام این امر حاضر نشد و دولت پول ساختمان‌های ساخته‌شده را که مبلغ ۱۶ هزار تومان پول نقره بود از خان و عشایر بویراحمد گرفت. ستم و استبداد مأموران دولت پهلوی اول در قبال عشایر به جایی رسید که آنان تل‌خسرو را «ظلم‌آباد» کهگیلویه نامیدند (قدیمی، ۱۳۴۷: ۴۱).
این روند تا پایان سال ۱۳۲۰ و سقوط پهلوی اول ادامه یافت. با سقوط پهلوی اول برخی از سران عشایر با همدستی ساکنان تل‌خسرو به آن شهر حمله کردند و با اشغال تمام مراکز انتظامی و اداره‌های دولتی، آنجا را ویران کردند (طاهری، ۱۳۸۸: ۸۸)؛ اما با انتقال قدرت به پهلوی دوم، ازیک‌سو آشنایی و عادت برخی از خانواده‌های عشایر به زندگی شهری و ازسوی‌دیگر، نیاز حکومت پهلوی و ایجاد مرکزی به جای تل‌خسرو برای دسترسی بهتر به عشایر باعث شد تا یاسوج به محل اردوهای نظامی و مرکزی سیاسی تبدیل شود؛ بنابراین ویرانی تل‌خسرو در حکم مهم‌ترین پایگاه شهری در منطقه بویراحمد، مقدمه‌ای بر شکل‌گیری شهر یاسوج و تبدیل آن به مرکز فرمانداری کل کهگیلویه‌وبویراحمد بود.
ب. مبارزه‌های عشایر بویراحمد:رضاشاه در راستای سیاست حذف قدرت عشایر و ایل‌ها، به عشایر جنوب و ازجمله بویراحمد حمله کرد، اما در ابتدا به‌علت درگیرشدن نظامیان رژیم پهلوی با ایل‌های قشقایی و بختیاری، جز آزار و اذیت مردم بویراحمد و گرفتن مالیات از آنان کاری از پیش نبردند. سرانجام در سال ۱۳۰۸ و به تدبیر امیرلشکر شیبانی، حکومت پهلوی ایل‌های قشقایی و بختیاری را آرام کرد و حتی عده‌ای از آنها را برای سرکوب بویراحمدی‌ها با خود همراه کرد. بویراحمدی‌ها که از پیش به نیت‌های حکومت پهلوی آگاه بودند آماده رویارویی و مقاومت شدند و در مرداد ۱۳۰۹، این رویارویی به نبرد مشهور تنگ تامرادی منجر شد. در این نبرد ارتش پهلوی و ایل‌ها، همراه با دادن دوهزار کشته و مجروح شکست خوردند (سیاهپور، ۱۳۸۸: ۱۱۶ و ۱۱۷). فولادوند دربارهٔ تأثیرهای این جنگ می‌نویسد: «سرنوشت تمام خطه فارس و جنوب ایران را تغییرداد» (فولادوند، آبان ۱۳۴۸: ۱۱).
در پی این حادثه، ارتش پهلوی برای سرکوب ایل بویراحمد بسیج شد و تا شهریور ۱۳۲۰ بی‌رحمانه و به شیوه‌های مختلف همچون اسکان اجباری، زندان، تبعید، شکنجه، قتل و اعدام آنها را تسلیمکردند و حاکم نظامی منطقه شدند. به‌دنبال این حوادث و روی کار آمدن پهلوی دوم پس از شهریور ۱۳۲۰، مسئله اصلاحات ارضی یکی از مسائل در کانون بحث افراد و گروه‌های مخالف حکومت پهلوی بود. در سال ۱۳۴۱، محمدرضاشاه درصدد برآمد املاک مالکان و خان‌های بزرگ را تقسیم کند. ازاین‌رو با پیشنهاد لوایح شش‌گانه موافقت کرد. لوایحی که اصلاحات ارضی از اصول اصلی آن بود و پس از برگزاری همه‌پرسی از مردم، این قانون را به مرحله اجرا درآورد؛ اما با مخالفت بسیاری از روحانیان و در رأس آنها امام‌خمینی مواجه شد. برخی از نمایندگان مجلس و مردم نیز معتقد بودند اجرای طرح اصلاحات ارضی برای کشور ایران مناسب نیست؛ زیرا برخلاف اروپا، ایران هرگز شاهد فئودالیسم به‌معنای واقعی نبوده است (آبراهامیان، ۱۳۸۹: ۳۲۵).
ازطرفی در کشوری مانند ایران که در قرون متمادی به اصول سنتی پایبند بوده، بریدن پیوند و ریشه‌های عمیق نظام مالکی و نظام پادشاهی کاری مشکل بود. مالکان عمده که با تقسیم زمین‌ها و اصلاحات ارضی مخالف بودند، با آگاهی از مخالفت علمای کشور و حوادث گذشته و کینهٔ شدیدی که میان عشایر جنوب و رژیم پهلوی بود، مخالفت خود را با این طرح شروع کردند. این عوامل دست به دست هم داد و زمینه را برای شورش و حرکتی عمومی در میان عشایر جنوب علیه رژیم پهلوی فراهم کرد. بااین‌حال قتل مشکوک مهندس ملک‌عابدی، مسئول اصلاحات ارضی فیروزآباد فارس، برای هجوم زودهنگام و دوبارهٔ رژیم پهلوی به عشایر و سرکوب قطعی آنها بهانهٔ مناسبی بود (سیاهپور، ۱۳۸۸: ۲۰۵).
باتوجه به حضور فعال عشایر جنوب ازجمله ایل‌های بویراحمد، سرخی، ممسنی و بخشی از قشقایی‌ها در قیامی گسترده، برخی از مطبوعات تنها حادثهٔ قتل ملک‌عابدی را اعلام جنگ مالکان عمده و متنفذان شهری اعم از تهران و شیراز و… علیه دولت پهلوی دانسته‌اند (تهران‌مصور، ۱۳۴۱: ۵). کیهان سالانه در شرح حوادث سال ۱۳۴۱، به عزیمت محمدرضاشاه پس از قتل ملک‌عابدی به شیراز اشاره کرده است و اینکه شاه خلع‌سلاح عمومی عشایر را اعلام کرد (کیهان سالانه، خرداد ۱۳۴۲: ۳).
در پی این حوادث، برخی از سران ایل بویراحمد باتوجه به نقشی که در حوادث گذشته داشتند، از این موضوع مستثنی نبودند؛ پس آنها را به تهران احضار کردند تا از اقدامات احتمالی علیه حکومت و قانون اصلاحات ارضی جلوگیری کنند. پس از معرفی آنها به دولت عده‌ای از مالکان بزرگ، اعضای جبهه ملی، روحانیان، بازاریان و برخی از امرای ارتش که از عملکرد شاه و حکومت ناراضی بودند، آنها را به نپذیرفتن موضوع و عملیات قهرآمیز علیه رژیم پهلوی تشویق کردند (حسینی، ۱۳۷۱: ۵۱ و ۵۲).
سندی از ساواک مؤید این موضوع است که ناصرخان طاهری و عبدالله‌خان ضرغامپور، سران بویراحمد، با هماهنگی کدخدایان و برخی از مردم با اصلاحات ارضی مخالفت کردند (قیام پانزده خرداد به روایت اسناد ساواک، ۱۳۹۰: ۵۰۸). آنها از تهران فرارکردند و به بویراحمد رفتند و در روستای دروهان بویراحمد، اجتماعی از کدخدایان بویراحمد سفلی تشکیل دادند. در این مجمع مشورتی، سران بویراحمد بر حمایت روحانیان، جبهه ملی و بر خی از امرای ارتش تأکید کردند (سیاهپور، ۱۳۸۸: ۲۹۶).
هم‌زمان با اجتماع سران و کدخدایان بویراحمد در روستای دروهان، هواپیماهای رژیم پهلوی به‌طور غافلگیرانه آنجا را بمباران کردند که تعدادی مجروح شدند. به تلافی بمباران دروهان، حمله به نظامیان مستقر در روستای توت‌نده بویراحمد آغاز شد. پیش‌ازآن نیز برخی از سران عشایر در بخشی از مناطق فارس با نیروهای دولتی درگیر شده بودند. بدین‌گونه اوضاع فارس و کهگیلویه‌وبویراحمد ناآرام شد. دولت درصدد جلوگیری از ناآرامی‌ها و سرکوب عشایر فارس و کهگیلویه‌وبویراحمد برآمد. براین‌اساس در اسفند ۱۳۴۱، شاه سپهبد آریانا را به فرماندهی نیروهای جنوب انتخاب کرد و به او اختیار تام داد (فردوست، ۱۳۸۱). تا دهه اول فروردین ۱۳۴۲ به پیشنهاد سپهبد آریانا، واحدهای نظامی به فارس و کهگیلویه‌وبویراحمد اعزام شدند و عشایر کوهمره سرخی، فیروزآباد و بویراحمد سفلی را سرکوب کردند؛ اما عشایر بویراحمد علیا برای رویارویی و مقاومت در برابر صفوف متشکل ارتش پهلوی آماده شدند. بهمن‌بیگی دراین‌باره می‌نویسد: «انقلاب عشایر در صورتی جان می‌گرفت که به بازوی عریان بویراحمد تکیه داشت. هیچ‌یک از طغیان‌های جنوب بی‌پایمردی پابرهنگان بویراحمد به جایی نرسید» (بهمن‌بیگی، ۱۳۸۸: ۳۱۴ و ۳۱۵).
آخرین هستهٔ مقاومت عشایر بویراحمد متشکل از عشایر جلیل‌بابکان و تعدادی از طایفهٔ انصاری ممسنی بدون حضور خان‌های مشهور بویراحمد تشکیل شد. مقاومت این هستهٔ مبارز عشایری در برابر رژیم پهلوی، به نبرد مشهور گجستان منجر شد و باوجود حضور فعال ارتش شاهنشاهی و حمایت همه‌جانبهٔ دولت، با شکست ارتش و پیروزی عشایر پایان یافت. تقوی‌مقدم دراین‌باره می‌نویسد: «سران عمده بویراحمد علیا ناصرخان و کی‌خورشید برومند در این مرحله با نیروهای دولت درگیر نشدند و نیروهای بویراحمد سفلی که با فرماندهی عبدالله‌خان در مناطق دیگر مستقر شده بودند نیز در منطقه گجستان حضور نداشتند؛ اما باوجود اختلاف‌نظر و ناهماهنگی موجود، تعدادی از نیروهای عشایر تصمیم گرفتند با قوای دولتی بجنگند و مانع از پیشروی آنها و تکمیل محاصرهٔ نیروهای عشایری شوند» (تقوی‌مقدم، ۱۳۷۷: ۴۹۳).
یکی از تفاوت‌های نبرد گجستان با دیگر نبردهای عشایر بویراحمد و فارس علیه رژیم پهلوی، نقش و حضور فعال روحانیان فارس و کهگیلویه‌وبویراحمد بود. در آغاز شورش عشایر بویراحمد حمایت روحانیان از سران بویراحمد درحد تشویق‌کردن و دلگرمی‌دادن به آنها بود؛ اما مدتی پیش از حادثهٔ گجستان که در ۳۱فروردین ۱۳۴۲ اتفاق افتاد، روحانیان با اعلامیه و بسیج طلبه‌های بومی به‌صورت فعال در حمایت از عشایر حضور داشتند و نظریه‌ها و بیانیه‌های امام‌خمینی (ره) را به مردم منتقل می‌کردند (حسینی، ۱۳۵۷: ۸۰).
آخرین مقاومت عشایر تا سال ۱۳۴۲ ادامه یافت؛ زیرا رژیم پهلوی با بمباران‌های شدید و بی‌رحمانه، دستگیری و محاصرهٔ طایفه‌ها، اعدام‌های فوری، زندان‌های طولانی و شیوه‌های دیگر به سرکوب مبارزان عشایری اقدام کرد.
آریانا سرکوب خونین عشایر فارس و بویراحمد را از افتخارات بزرگ خود می‌داند و دراین‌باره می‌نویسد: «من بزرگ‌ترین خدمت را در این نبردها به ایران‌زمین کردم و من درجه ارتشبدی را در سالن نگرفتم و. . . . پس از پایان نبردها ۲۷ هزار قبضه اسلحه از آنان گرفتم» (فردوست، ۱۳۸۰).
از مهم‌ترین پیامدهای شورش عشایر، استقلال و جدایی مناطق بویراحمد و کهگیلویه و گچساران از استان‌های فارس و خوزستان بود. جدایی که در پی شورش عشایر بویراحمد و مبارزهٔ آنها با رژیم پهلوی و واردکردن ضربه‌های سنگین بر نظامیان رژیم پهلوی، به‌ویژه در نبرد گجستان، روی داد. هدف حکومت از چنین اقدامی مهار بیشتر و نظارت مستمر و دقیق بر منطقه و ساکنان آن و جداکردن بویراحمدی‌ها از عشایر دیگر و اسکان آنها بود. فردوست در خاطرات خود می‌نویسد: «پس از کودتای ۲۸ مرداد تا انقلاب اسلامی، شورش عشایر جنوب از حوادثی بود که سلطنت را به مخاطره انداخت» (فردوست، ۱۳۷۴).
این‌گونه رئیس سازمان اطلاعات و امنیت کشور طرح تشکیل فرمانداری کل به مرکزیت یاسوج را پیشنهاد کرد. طرحی که دولت پذیرفت. پس از مدتی، آریانا این طرح را نیز به مرکز منتقل کرده بود.
۲. عوامل اقتصادی: یاسوج در شمال‌شرقی استان کهگیلویه‌وبویراحمد و دامنهٔ قله مرتفع دنا واقع است. آب‌وهوای معتدل و سرد، بارش فراوان، دمای مناسب و پوشش جنگلی وسیع از مهم‌ترین ویژگی‌های اقلیمی این منطقه است. موقعیت جغرافیایی و ویژگی‌های طبیعیِ یاسوج زمینه را برای فعالیت‌های اقتصادی فراهم کرده است. آریانا، فرمانده نظامی نیروهای جنوب، دراین‌باره می‌نویسد: «بویراحمد از سویس زیباتر است. منطقه‌ای چهارصد در چهارصد کیلومتر پوشیده از جنگل و هوای مناسب، آب فراوان، مراتع وسیع که باید به جای صدای تفنگ صدای تراکتور در آنجا شنیده شود و مردم از این سرزمین غنی و مستعد برای کارهای مختلف نهایت استفاده را ببرند» (آریانا، ۱۳۴۲: ۲۵۸). با این توصیف، یاسوج و اطراف آن مستعد کار کشاورزی و دامداری بود و تا پیش از انتخاب یاسوج در قالب مرکز فرمانداری کل و مهاجرت عشایر به آن، دامداری و کشاورزی از ارکان عمده تولید و درآمد عشایر بویراحمد بود. آنها برای رفع نیاز و به دست آوردن اجناسی که قادر به تولید آن نبودند، کالاهای تولیدی خود شامل گندم و جو و فرآورده‌های دامی را با پیله‌وران شهرهای هم‌جوار به‌صورت کالا به کالا مبادله می‌کردند.
بر این اساس اردکانی‌ها اولین پیله‌ورانی بودند که به یاسوج آمدند و از سال ۱۳۲۵ به بعد در یاسوج و اطراف آن مستقر شدند. برخی از آنها در پناه اردوی نظامی مستقر در یاسوج و پس‌ازآن پاسگاه ژاندارمری، به‌طور فصلی و با ایجاد کپرهای سیار تشکیل مغازه داده بودند. از سال ۱۳۴۲ که یاسوج مرکز فرمانداری کل شد، راه‌های ارتباطی آن با دیگر شهرها و مناطق به‌تدریج گشوده شد؛ به‌ویژه از سال ۱۳۴۴ که اولین نقشهٔ شهر یاسوج پیاده شد، اردکانی‌ها زمین‌های کنار خیابان را با قیمت مناسب خریدند و شروع به احداث مغازه کردند و اولین هستهٔ بازار یاسوج را تشکیل دادند (تابان‌سیرت، ۱۳۸۰: ۴۹۵).
اردکانی‌ها اهل شهرستان اردکان از توابع استان فارس بودند. اردکان در نوار مرزی شهرستان بویراحمد قرار داشت و سابقهٔ ارتباط آنها با عشایر بویراحمد به اواسط دورهٔ قاجاریه بازمی‌گشت (فسایی، ۱۳۷۸: ۱۲۴۸). یکی از اردکانی‌های مقیم یاسوج می‌گوید: «هم‌مرزبودن با بویراحمد و رابطه دوستی و صمیمیت باعث شد تا به بویراحمد مهاجرت کنند و پیوندهای قومی و خویشی برقرار کنند» (امین‌صفایی، مصاحبه شماره ۲)؛ اما همان‌طورکه اشاره شد بیشترِ اردکانی‌های مهاجر به یاسوج و اطراف آن با انگیزهٔ شغلی و دادوستد و کسب درآمد آمدند. به‌این‌ترتیب شهر یاسوج که در ابتدا از تعدادی خانهٔ گلی و چادر متشکل بود توسعهٔ تدریجی خود را آغاز کرد (بهمن‌بیگی، ۱۳۶۹: ۳۳۷).
گسترش نسبی شهر یاسوج و به‌دنبال‌آن، پولی‌شدن اقتصاد ساکنان دو عاملی بود که ازیک‌سو پس از اردکانی‌ها باعث موج مهاجرت گروه‌های بهبهانی، کازرونی، خوزستانی، شهرضایی، شیرازی، عشایر بویراحمد و گروه‌های دیگر به یاسوج شد و ازسوی‌دیگر، زمینه استقرار سازمان‌ها و اداره‌ها را در یاسوج فراهم کرد و این مراکز به‌طور مستقل شروع به کار کردند. برخی از پژوهشگران گفته‌اند ژاندارم‌ها و معلمان حقوق‌بگیر بخشی از گروه‌هایی بودند که پول را در قالب مبادله در منطقه رایج کردند. به‌این‌گونه در یاسوج ترکیبی از گروه‌های شغلی ایجاد شد (مرادی‌نژاد، ۱۳۹۴: ۹۱)؛ البته پس از شهریور۱۳۲۰ تا سال ۱۳۳۱، در بویراحمد (یاسوج) از آموزش‌وپرورش خبری نبود (غفاری، ۱۳۷۸: ۴۱۴). تا اینکه در سال ۱۳۳۱ ۵ مدرسهٔ عشایری در یاسوج و اطراف آن تأسیس شد. باتوجه به آنچه گذشت، مهم‌ترین عامل شکل‌گیری شهر یاسوج قدرت مردم و ارادهٔ سیاسی بود و مهاجرانِ شغلی غیربومی آن را گسترش دادند و طبیعت زیبا و اقلیم مطلوب یاسوج نیز به آن رنگ و غنا بخشید..
گروه‌های شغلی و ترکیب آنها در شهر یاسوج
همان‌گونه‌که بیان شد مهاجران غیربومی که به شهر یاسوج آمدند به‌طور عمده گروه‌های شغلی بودند و ترکیب آنها براساس جایگاه شغلی عبارت است از:
۱. پیله‌وران: پیله‌وران به دو دسته تقسیم می‌شدند:
الف. پیله‌وران بزرگ: این گروه که غیربومی بودند وضع مالی خوبی داشتند و بخشی از سرمایهٔ خود را در زمینهٔ فعالیت‌های نوین، در شهر تازه‌تأسیس یاسوج به کار گرفته بودند. آنها بنابه خصلت سوداگری و سودجویی، سرمایهٔ خود را در راه‌هایی مانند خریدوفروش زمین، ساختن مغازه و فعالیت‌هایی مصرف میکردند که در زمان کوتاه بهره ببرند. آنها علاوه‌بر تهیه ارزاق عمومی، تعدادی از مغازهها را در اختیار داشتند و سالانه بین ۷ هزار و ۲۰۰ ریال تا ۱۰ هزار و ۲۰۰ ریال اجاره می‌دادند. این روند کم و بیش تا سال ۱۳۵۴ ادامه داشت؛ اما از این زمان به بعد پیله‌وران بومی به‌طور تدریجی فعالیت خود را در شهر یاسوج آغاز کردند.
ب. پیله‌وران کوچک: ۸۰ درصد پیله‌وران کوچک غیربومی و ۲۰ درصد آنها بومی بودند و سابقهٔ دادوستدشان از ۱۰ تا ۱۵ سال تجاوز نمی‌کرد. این پیله‌وران کالاهای ضروری عشایر را در اختیارشان می‌گذاشتند و بیشتر آنها کارگزار پیله‌وران بزرگ بودند که به‌تدریج استقلال مالی پیدا کردند و خود به‌طور مستقل به پیله‌وری مشغول شدند.
۲. دکان‌دارها: دکان‌دارها دومین گروه شغلی شهر یاسوج بودند و به دو دسته تقسیم می‌شدند:
ب. دکان‌دارانی که کالا و خدمات مشخصی عرضه می‌کردند و ثابت بودند؛ مانند سلمانی (آرایشگری) نانوایی، نجاری، قهوه‌خانه و…. یکی از مغازه‌داران باسابقهٔ شهر یاسوج دراین‌باره می‌گوید: «فعالیت این گروه از دکان‌داران زمینه را برای گسترش بازار و مهاجرت بیشتر به شهر یاسوج فراهم کرد» (امین‌صفایی، مصاحبه شماره ۱۱)؛ به‌گونه‌ای‌که همان سال‌های اول تأسیس شهر، قریب به ۶۰ مغازه در بازار یاسوج فعالیت می‌کردند و در آنها فروش کالا و خدمات صورت می‌گرفت. بیش از ۵۰ درصد مغازه‌های شهر مختلط‌فروشی بود. وجود این نوع مغازه‌ها در شهر یاسوج باعث می‌شد مشتریان به‌آسانی وسایل ضروری خود را از دکان ثابتی و به‌طور نقد یا نسیه تأمین کنند. ازسویی، مختلط‌فروشی با داشتن خریداران ثابت و مشخص، برای دکان‌داران رونق خوبی به‌دنبال داشت.
۳. کارمندان اداره‌ها: کارمندان اداره‌های شهر یاسوج به دو گروه و به شرح زیر تقسیم می‌شدند:
الف. کارمندان بومی که بیشتر آموزگاران منطقه بویراحمد بودند.
ب. کارمندان غیربومی که بیشتر تابع یکی از اداره‌های خوزستان یا فارس بودند و منازل سازمانی شهر یاسوج در اختیار آنها بود؛ زیرا در صورت نبودن منزل، انتقال آنها به یاسوج امکان‌پذیر نبود؛ البته به‌علت محدودیت مکان اسکان، محل زندگی کارمندان و محل کار اداری آنها یکی بود. این گروه از کارمندان حقوق و مزایای عالی داشتند و چون امکانات تحصیلی در یاسوج وجود نداشت از آوردن خانواده‌های خود به شهر یاسوج خودداری می‌کردند؛ بنابراین خانواده‌های خود را در یکی از شهرهای اطراف مانند شیراز، دوگنبدان، بهبهان و… می‌گذاشتند و به محل مأموریت می‌آمدند و برخی از آنها در تنها مهمان‌سرای یاسوج ساکن می‌شدند و ازاین‌رو در پی فرصتی برای انتقال از یاسوج بودند. مدیر نخستین مهمان‌سرای یاسوج می‌گوید: «چهار نفر از مسئولان شهر که یکی از آنان معاون فرماندار شهر یاسوج بود به مدت یک سال در تنها مهمان‌سرای شهر سکونت گزیدند» (بشاورد، مصاحبه شماره ۱۰). افزون‌براین توسعهٔ شهر و نیاز به جا و مکان برای مسافران و گردشگران، مسئولان شهر را ملزم کرد مهمان‌سراهای شهر را گسترش دهند؛ به‌گونه‌ای‌که یکی از مصوبات مهم فرمانداری کل کهگیلویه‌وبویراحمد در سال ۱۳۵۵ و با حضور فرمانداران و شهرداری و اعضای شورای شهر، گسترش و افزایش مهمان‌سراها و امکانات رفاهی آنها بود (سازمان اسناد ملی، ش س۱۱۵۸۵۳/۲۹۳). شاید وضعیت بیشتر کارمندانی که از جاهای مختلف به یاسوج می‌آمدند از چند حالت خارج نبود: ۱. گروهی که برای انجام وظیفه و دورهٔ خدمت سربازی با تصمیم اجباری دولت می‌آمدند؛ ۲. گروهی که با رژیم پهلوی مخالفت داشتند و باعنوان تبعیدی یا تغییر محل خدمت جغرافیایی به انگیزهٔ تنبیه بیشتر آنها را به یاسوج فرستاده بودند؛ ۳. برخی در انجام وظیفه و ایجاد مقررات سهل‌انگاری کرده بودند و دچار تخلفات قانونی و سرپیچی از ضوابط شده بودند؛ ۴. کسانی که تخصص خاصی داشتند و در قالب نیروی متخصص و فنی برای انجام کارهای مختلف آمده بودند.
این کارمندان در تغییر و تحولات شهر یاسوج نقش پررنگی داشتند و براساس شرح وظایف شغلی به چند دسته تقسیم می‌شدند:
الف. مدیران و مسئولانی که در حکم نمایندهٔ دولت وظیفه نظارت بر اداره‌ها و اجرا را برعهده داشتند و در مقابل دولت پاسخ‌گو بودند. سرلشکر غفور علیزاده اولین مدیری بود که در شهر یاسوج شروع به کار کرد. او در حکم فرماندار کل کهگیلویه‌وبویراحمد به مرکزیت یاسوج انتخاب شد و پیش از این در سِمت فرماندار کهگیلویه بود. او اهل رشت و فردی نظامی بود که به‌علت آگاهی از موقعیت منطقه بویراحمد (یاسوج) به فرمانداری کل منصوب شد. پس از استقرار فرمانداری کل در شهر یاسوج، اداره‌ها و سازمان‌ها به‌تدریج مستقر شدند و کار خود را آغاز کردند.
یکی از کارمندان سابق ادارهٔ اطلاعات و جهانگردی می‌گوید: «این سازمان‌ها و اداره‌ها شامل شهرداری، پست و تلگراف، کارخانه قند یاسوج، فرمانداری، بخشداری، سازمان ترویج کشاورزی، سازمان اوقاف، شعبه بانک ملی و صادرات، ادارهٔ اطلاعات و جهانگردی و واحدهای دندان‌پزشکی بود. درمانگاه سازمان شاهنشاهی و خدمات اجتماعی، تأسیس ۱۳۳۷، تنها اداره‌ای بود که پیش از فرمانداری کل تشکیل شد» (افشون، مصاحبه شماره ۱).
ب. اعضا و پرسنلی که زیر نظر مدیران انجام وظیفه می‌کردند و هرکدام براساس ابلاغ کاری، شرح وظایف خود را مطابق نظر مدیر مافوق انجام می‌دادند. تعداد فراوانی از اعضا و کارکنان بومی بودند..
ج. متخصصان و افرادی که فن و تخصص خاصی داشتند و بیشتر غیربومی بودند؛ مانند پزشکان، معلمان، مهندسان، حسابدران، متخصصان کارخانه‌ها و….
۴. کارگران فصلی: این گروه چون مهارت و تخصص خاصی نداشتند با شروع کارهای ساختمانی در شهر یاسوج و هنگام کشیدن جادهٔ دهات یا روستاها یا هنگام فعالیت کارخانهٔ قند یاسوج برای مدت معینی به شهر یاسوج می‌آمدند. فعالیت آنها از ۵ تا ۶ ماه بیشتر نمی‌شد. این کارگران متشکل از چند خانواده بودند و حقوق ماهانه هریک از آنها ۱۵۰۰ ریال بود. بقیه کارگران از مناطق زنجان و چهارمحال و بختیاری آمده بودند. تعدادی از این جامعه کارگری به هیچ ایل و طایفه‌ای وابسته نبودند و زمینه کار آن‌قدر نبود که در صورت سرپیچی از مقررات، در جای دیگری کاری به دست آورند؛ ازاین‌رو هسته اول ناهنجاری در جامعه کوچک شهر یاسوج شکل گرفت.
بیشترِ ساکنان شهر یاسوج مدیران و کارمندان غیربومی بودند که از نقاط مختلف کشور به‌ویژه از شهرهای بهبهان، شیراز، کازرون و… به یاسوج آمده بودند. به‌نظر می‌رسد انتصاب صددرصد مدیران غیربومی در شهر یاسوج علت‌هایی داشت که عبارت بودند از:۱۱. بی‌اعتمادی سران رژیم پهلوی به مردم بویراحمد؛ چون از سابقهٔ مبارزاتی عشایر بویراحمد و تسلیم‌نشدن آنها از سال‌های آغازین حکومت پهلوی تا قیام عشایر جنوب در سال ۱۳۴۲ آگاهی داشتند. ۲. بی‌توجهی رژیم پهلوی به مردم بویراحمد که تا پیش از سال ۱۳۴۲، جز مواقع اندک، از کمترین امکانات رفاهی و آموزشی و تحصیلی محروم بودند و حتی تهیه وسایل تحصیل سالانه و لباس برای دانش‌آموزان میسر نبود؛ ۳. نقش مؤثر و مشاورهٔ ساواک که تنها افرادی را برای مسئولیت معرفی می‌کردند که با رژیم حاکم شاه هماهنگ بودند..
پس با این توضیحات باید گفت در شروع برنامهٔ توسعهٔ شهر یاسوج و گسترش و رونق بازار آن، مسئولان و بازاریان غیربومی بیشترین نقش را ایفاء کردند. توسعهٔ شهری، فعال‌شدن بازاریان و شکل‌گیری اصناف نیازمند برنامه‌ریزی صحیح بود و این مهم بدون شکل‌گیری نهادهای متولی و نهادهای شهری غیرممکن بود. به‌دنبال تأسیس و راه‌اندازی کارخانهٔ قند یاسوج، در جایگاه مهم‌ترین طرح اقتصادی و صنعتی در شهر یاسوج، دولت به‌تدریج نهادهای شهری و دولتی را توسعه داد و به‌دنبال‌آن، تاحدودی راه‌های ارتباطی یاسوج با شهرهای هم‌جوار گشایش یافت و رابطهٔ تودهٔ عشایر با شهر افزایش یافت و میل به سکونت بیشتر شد.
تأسیس کارخانه قند یاسوج و اهداف آن
طرح تأسیس این کارخانه در سال ۱۳۴۳ تصویب شد. در سال ۱۳۴۴، شرکتی بلژیکی اجرای آن را برعهده گرفت. منطقه یاسوج به‌علت حاصلخیزی، آب فراوان و آشنایی مردم با کشاورزی بستری را برای رژیم پهلوی فراهم کرد تا با تصویب طرح کارخانه قند یاسوج، برای جذب و اشتغال افراد بیکار، در میان عشایر بویراحمد تبلیغات بسیاری کند. هدف رژیم از اجرای این طرح ایجاد شبکهٔ جدید در زندگی اقتصادی، ایجاد اشتغال و اسکان جمعیت متحرک عشایری باانگیزهٔ سیاسی بود. این کارخانه در سال ۱۳۴۴ با سرمایه اولیه ۷۷۰ میلیون ریال و با ظرفیت سالانه هزار تُن یا بیشتر تأسیس شد. دامداران و کشاورزان روستاهای اطراف یاسوج به امید کار در کارخانهٔ قند یاسوج و درآمد خوب، شغل خود را ترک می‌کردند تا چند صباحی در کارخانهٔ قند و واحدهای تابعه مشغول شوند (برنامه توسعه اقتصادی و اجتماعی.
حدود ۳۰۰ نفر کارگر روزمزد و ۱۱۷ کارگر دائم در کارخانه مشغول بودند (مرادی‌نژاد، ۱۳۹۴). گروهی دیگر از عشایر را نیز برای دورهٔ کارآموزی و کار در صنعت قند به مشهد می‌فرستادند. بیشترِ کارمندان و متخصصان این کارخانه غیربومی بودند؛ اما باوجود محروم‌بودن منطقه، امکانات رفاهی و آموزشی و تحصیلی خوبی داشتند. یکی از آموزگاران کارخانه قند یاسوج می‌گوید: «از سال ۱۳۴۷ تا ۱۳۴۹ معلم کارخانه قند یاسوج بودم. تسلط به زبان و ادبیات فارسی مهم‌ترین علتی بود که مسئولان به آموزگاری دانش‌آموزن کارخانه قند انتخابم کردند؛ زیرا کارمندان کارخانه را از سراسر کشور آورده بودند و همه دانش‌آموزان آنجا فارسی‌زبان بودند. علاوه‌برآن فرمانداری کل بر یادگیری و گسترش زبان فارسی تأکید می‌کرد» (حسینی، مصاحبه شماره ۷).
بهره‌برداری از کارخانه در سال ۱۳۴۶ شروع شد. ظرفیت کارخانه روزانه هزار تن چغندر قند پیش‌بینی شده بود و حداقل ظرفیت آن به‌طور سالانه به صدهزار تن می‌رسید (برنامه توسعه اقتصادی و اجتماعی، ۱۳۵۴: ۱۲۳)؛ اما براساس برخی آمارها، از همان آغاز کار تا سال ۱۳۵۳ مبالغ هنگفتی زیان کرده بود
شهرداری یاسوج در سال ۲۳۴۵ شمسی تأسیس شد. مطابق نتایج سرشماری عمومی، در این سال جمعیت یاسوج ۹۳۱ نفر بود. این منطقه شامل دو قسمت بود: یکی یاسوج مرکزی (شهر یاسوج) که مرکز فرمانداری کل بود و دیگری آبادی‌های یاسوج (بومیان یاسوجی)؛ اما براساس سرشماری سال ۱۳۴۷ مؤسسه مطالعات و تحقیقات اجتماعی گروه عشایری، جمعیت این منطقه با رشدی معادل ۶ درصد به هزار و بیست نفر رسید.
اولین شهردار یاسوج، ناصر علاج، اهل بوشهر و از اعضای ترویج بود (اکبری، ۱۳۷۰: ۳۸۹). برنامهٔ توسعهٔ شهری در سال ۱۳۴۷ زیر نظر فرماندار کل و با همکاری شهرداری آغاز شد. مهم‌ترین برنامه‌های توسعهٔ شهری ساختن پل روی رودخانهٔ بشار، خرید تعدادی ساختمان از اعتبارهای شهرداری برای کارمندان شهرداری، آسفالت خیابان بازار، زیرسازی وجدول‌کشی جاده تنگ آبشار یاسوج به طول دو کیلومتر، نصب مولد برق ۱۵۰ کیلوواتی، ساخت بیمارستان ۲۵ تختخوابی شیر و خورشید (شهید بهشتی)، ورزشگاه، باغ ملی، ساختمان مرکزی شورای منطقه، گل‌کاری خیابان‌ها و… بود (قدیمی، ۱۳۴۷: ۷۴ و ۷۵).
در کنار شهرداری، انجمن شهر از دیگر نهادهایی بود که با اداره‌های مختلف در ارتباط بود و کارهای مردم را پیگیری می‌کرد. آنها نیز با ساواک ارتباط داشتند و همکاری می‌کردند. یکی از رؤسای سابق انجمن شهر یاسوج می‌گوید: «انجمن شهر مؤظف بود یک نسخه از صورت‌جلسات دربارهٔ تصمیم‌گیری‌ها یا اقدامات انجام‌گرفته را تحویل ساواک دهد» (جانی‌پور، مصاحبه شماره ۵).
این انجمن تنها نهادی بود که زمینهٔ مشارکت و تصمیم‌سازی را برای برخی افراد بومی در ادارهٔ امور شهر یاسوج فراهم می‌کرد و اعضای آن با رأی مستقیم مردم انتخاب می‌شدند. روستاهایی که نهایت در فاصله یک کیلومتری مرکز شهر بودند حق داشتند در انتخابات شورای شهر شرکت کنند و با مشارکت خود، زمینهٔ حضور بومی‌ها را در شورای شهر فراهم کردند. وظایف انجمن شهر انتخاب شهردار و نظارت بر کار شهرداری و واحدهای تابعه بود و به‌نوعی، رابط مردم با مسئولان شهر بودند. ساکنان بومی شهر یاسوج دربارهٔ اولین انجمن شهر یاسوج می‌گویند: «اعضای انجمن شهر متشکل از پنج نفر به ترتیب عوض صلاحی، امرالله امیری، حنظل اکبری، اسد امین‌صفایی و حسنعلی کرمی بودند. این افراد در نخستین شورای شهر یاسوج صاحب بیشترین آراء مردم شهر شدند و در جایگاه نمایندهٔ مردم در شورای شهر انجام وظیفه می‌کردند» (فرجی، مصاحبه شماره ۳).
در کنار این تحولات، مسئولان شهر به این نتیجه رسیدند اقتصاد پولی را گسترش دهند و زمینهٔ سرمایه‌گذاری‌ها، به‌ویژه سرمایه‌گذاری خصوصی را فراهم کنند؛ پس نهادهای پولی را گسترش دادند و شعبه‌هایی از نهادهای پولی و بانکی نظیر بانک ملی، بانک صادرات و بانک کشاورزی در شهر یاسوج تأسیس شد. یکی از مدیران سابق بانک ملی دراین‌باره می‌گوید: «از آغاز فعالیت بانک‌ها تا پیروزی انقلاب اسلامی مسئولیت آنان برعهدهٔ مدیران غیربومی بود و وظایف این بانک‌ها پرداخت حقوق آموزش‌وپرورش، کارمندان کارخانه قند یاسوج و پرداخت وام‌های کارمندی و اعتباری به‌صورت محدود بود» (کرمی‌زاده، مصاحبه شماره ۹).
در یاسوج کارمندان و پرسنل بانک‌ها از سه تا شش نفر تجاوز نمی‌کرد که از این تعداد یک نفر به‌تنهایی کارهای خدماتی و پستی را انجام می‌داد (صلاحی، مصاحبه شماره ۴). تأسیس بانک در یاسوج علاوه‌بر ایجاد مکان ثابتی برای پرداخت حقوق کارمندان دولت، باعث تشویق مردم به سرمایه‌گذاری خصوصی و تبدیل اقتصاد از مبادله کالا به کالا به اقتصاد پولی و به‌دنبال‌آن گسترش زندگی شهرنشینی شد. پس از تأسیس بانک‌ها، اداره‌های دیگری مانند ثبت اسناد و ثبت احوال با مسئولیت مدیران غیربومی شروع به کارکردند و در سال ۱۳۵۳، ادارهٔ کل آموزش‌وپرورش از گچساران به یاسوج انتقال یافت (آذرپیوند، ۱۳۹۴).
با این تغییرات و دگرگونی آوازهٔ شهر یاسوج پیچید و مهاجرت عشایر بویراحمد به شهر یاسوج روند صعودی گرفت و بخشی از زمین‌های مرغوب شهر را با قیمت مناسب خریداری کردند (اکبری، ۱۳۷۰: ۲۷۲). البته بخش عمدهٔ زمین‌های مرغوب و گران‌قیمت شهر را مهاجران غیربومی، مانند اردکانی‌ها و بهبهانی و… خریداری کردند. قسمتی از این زمین‌ها نیز در اختیار اداره‌های شهر قرار گرفته بود که پس از خرید، عملیات ثبتی آن به‌سرعت انجام می‌گرفت؛ برای نمونه، مرکز بهداشت شهرستان بویراحمد ازجمله اداره‌هابی بود که باوجود موانع و مشکلات موجود، در سال ۱۳۵۵ عملیات ثبتی زمین آن انجام گرفت (اسناد ملی ایران، ش س۱۱۶۰۴۳/۲۹۳).
این‌گونه با موج مهاجرت جدید، شهر یاسوج با نرخ رشد جمعیتی چشمگیر در عمل به شهری مهاجرپذیر تبدیل شد؛ به‌گونه‌ای‌که جمعیت شهر یاسوج در سال ۱۳۵۵ با نرخ رشد معادل ۱۷ درصد به ۴ هزار و ۵۲۴ نفر رسید. درحالی‌که میانگین نرخ رشد جمعیت استان ۶/۱۲ بود (سالنامه آماری، ۱۳۵۵: ۵۰ و ۵۱). در پی این تغییر و تحولات و توجه به استعدادهای یاسوج، پیگیری‌های مردمی و نمایندگان مردم در مجلس برای تبدیل یاسوج به مرکز استان کهگیلویه‌وبویراحمد آغاز شد و در نطق پیش از دستور نماینده یاسوج، باعنوان یکی از خواسته‌های اصلی مردم یاسوج طرح شد (مذاکرات مجلس شورای ملی، ۱۳۵۵: ۳).
به این شکل فرماندار وقت، به نام احمد جوهرزاده، در حکم اولین استاندار کهگیلویه‌وبویراحمد تعیین شد؛ اما با وجود این اقدامات، در سال ۱۳۵۶ مردم شهر یاسوج همپای دیگر شهرها مخالفت خود را با رژیم پهلوی آغاز کردند. علمای این شهر ازجمله علمایی بودند که پس از کشتار مردم شیراز، متن اعلامیه «استیضاح رژیم غیرقانونی ایران» را در مسجد جامع امضاء کرده و از آن حمایت کردند (اسناد انقلاب اسلامی، ۱۳۷۵: ۳۵۹). یاسوج کوچک و نوپا بود؛ اما پیش از پیروزی انقلاب اسلامی، همانند برخی شهرها، اسامی برخی خیابان‌های شهر را به نام شهدای انقلاب نام‌گذاری کردند (اطلاعات، ۱۱ بهمن ۱۳۵۷)

## گسترش شهر یاسوج
در تاریخ ۱۸ اردیبهشت سال ۱۴۰۲ شهر مادوان ، مادوان سفلی و روستاهای تل خسرو علیا، تل خسرو سفلی، سروک از دهستان سررود جنوبی همچنین روستاهای مادون سفلی، مهریان، بهزار و سرابتاوه جدول غوره مهریان و کریم آباد از دهستان سررود شمالی با شهر یاسوج ادغام شد.

## گردشگری
- آبشار یاسوج، اصلی‌ترین جاذبه گردشگری شهر یاسوج است. این آبشار در فاصله ۲ کیلومتری مرکز شهر و در شمال شهر یاسوج واقع است. این آبشار، ۱۰ متر ارتفاع دارد.[۲۳]
- پیست اسکی کاکان در دامنه قله دنا در ۱۸ کیلومتری شهر یاسوج نزدیک به دهستان کاکان واقع شده است. پیست اسکی کاکان یاسوج تنها پیست اسکی کشور بوده که از گاز شهری بهره‌مند است. این پیست با نخستین بارش برف در اواخرفصل پاییز و تداوم بارش برف در زمستان یکپارچه پوشیده از دانه‌های سفید رنگ برف می‌شود.[۲۴]
- پارک ساحلی رود بشار، پارک ساحلی بر روی رود بشار که در ورودی شهر یاسوج در قسمتی بنام ترمینال قرار دارد یکی از متنوع‌ترین و زیباترین اماکن تفریحی موجود در شهر یاسوج است. این پارک تفریحی و گردشگری با مساحت فاز ۱۴ هکتار، برآورد اولیه فاز یک ۲۰ میلیارد ریال، سطح فضای سبز ۱۰هکتار، تعداد اصله ۲۰۰۰ نهال بوده و مجری این طرح، شهرداری شهر یاسوج است.[۲۵]
- تنگه مهریان، محل رفت‌وآمد علاقه‌مندان به اسکی است، این تنگه در این فصل زمستان، شاهد تشکیل یخی بزرگ بر روی صخره‌ای مقابل بارگاه امامزاده حسن است که این توده یخ روز شصتم زمستان شکسته شده و روز هفتادم (حدود دهم اسفندماه) با صدایی که کیلومترها شنیده می‌شود، از صخره فرو می‌ریزد. آب رودخانه مهریان که بخشی از آن از چشمه‌های تنگ معروف به کبوتری است پس از طی مسیر به رودخانه بشار یاسوج و رودخانه کارون در استان خوزستان می‌ریزد.[۲۶]
- گوشه شاه قاسم در کیلومتر شش جاده یاسوج به اصفهان منطقه خوش آب و هوای گوشه قرار دارد که شهرت آن به علت وجود امام زاده شاه قاسم که گفته می‌شود از نوادگان امام چهارم شیعیان ملقب به سجاد است.[۲۷]
- شیخ سرکه (شیخ صدوق): منطقه‌ای سردسیری با پوشش گیاهی متنوع  ازجمله بیلهر، کنگر، قارچ، ریواس و چویل[۲۸][۲۹]
- آبشار تنگ تامرادی در ۲۶ کیلومتری جاده یاسوج به بابامیدان بعد از گذشتن از روستای دشتروم واقع است. در این تنگه جنگ تنگ تامرادی اتفاق افتاده است.[۳۰]

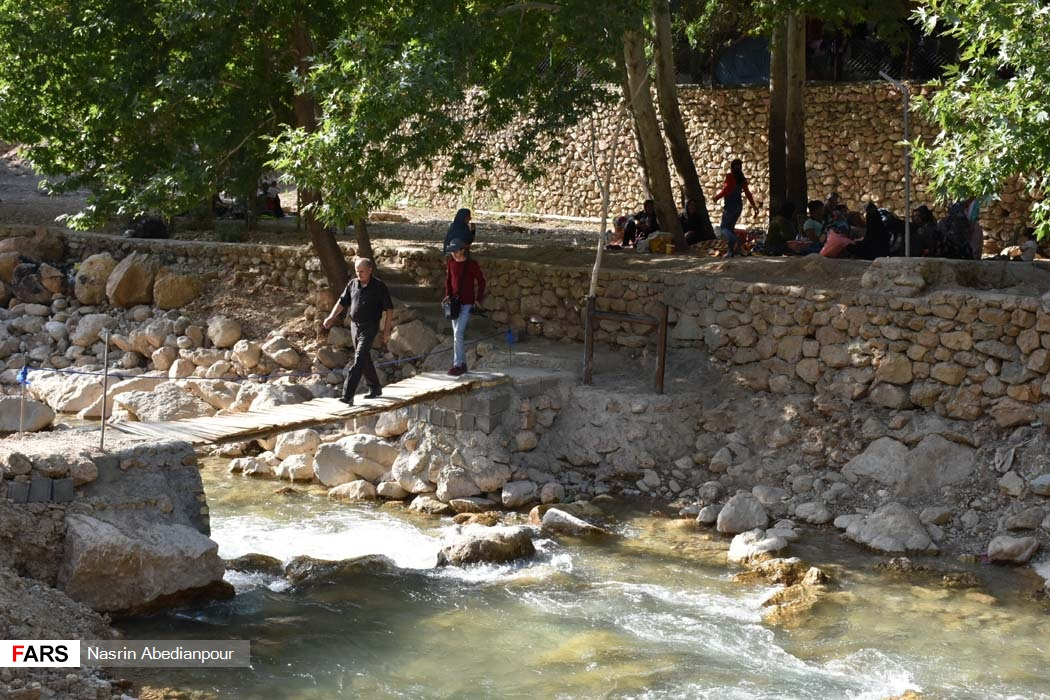
تنگ تامرادی
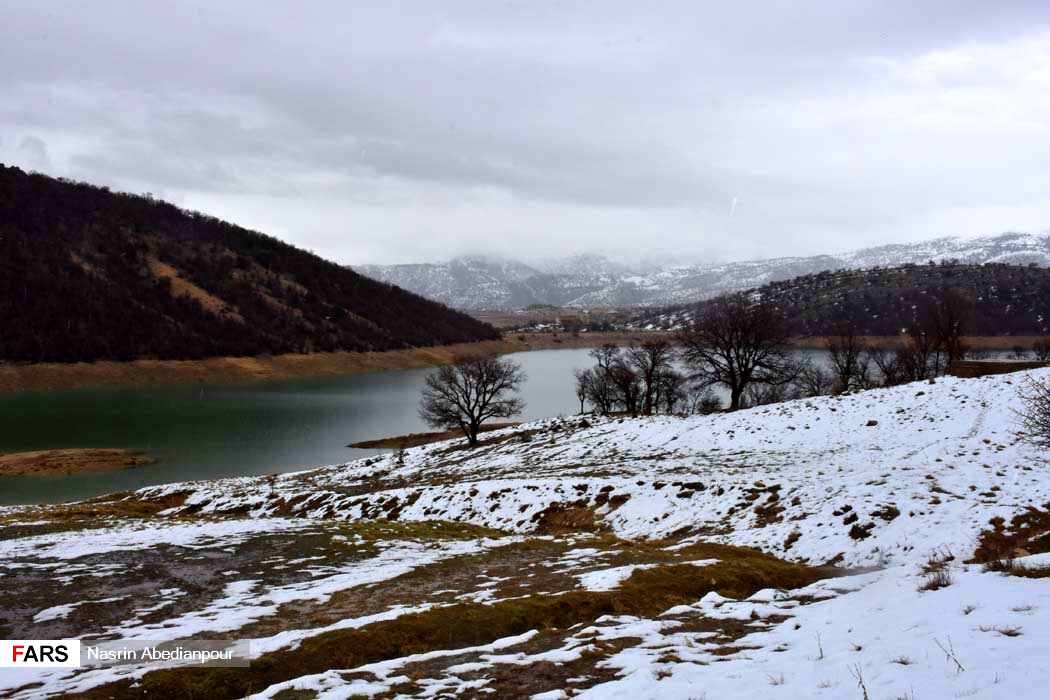
سد شاه قاسم یاسوج
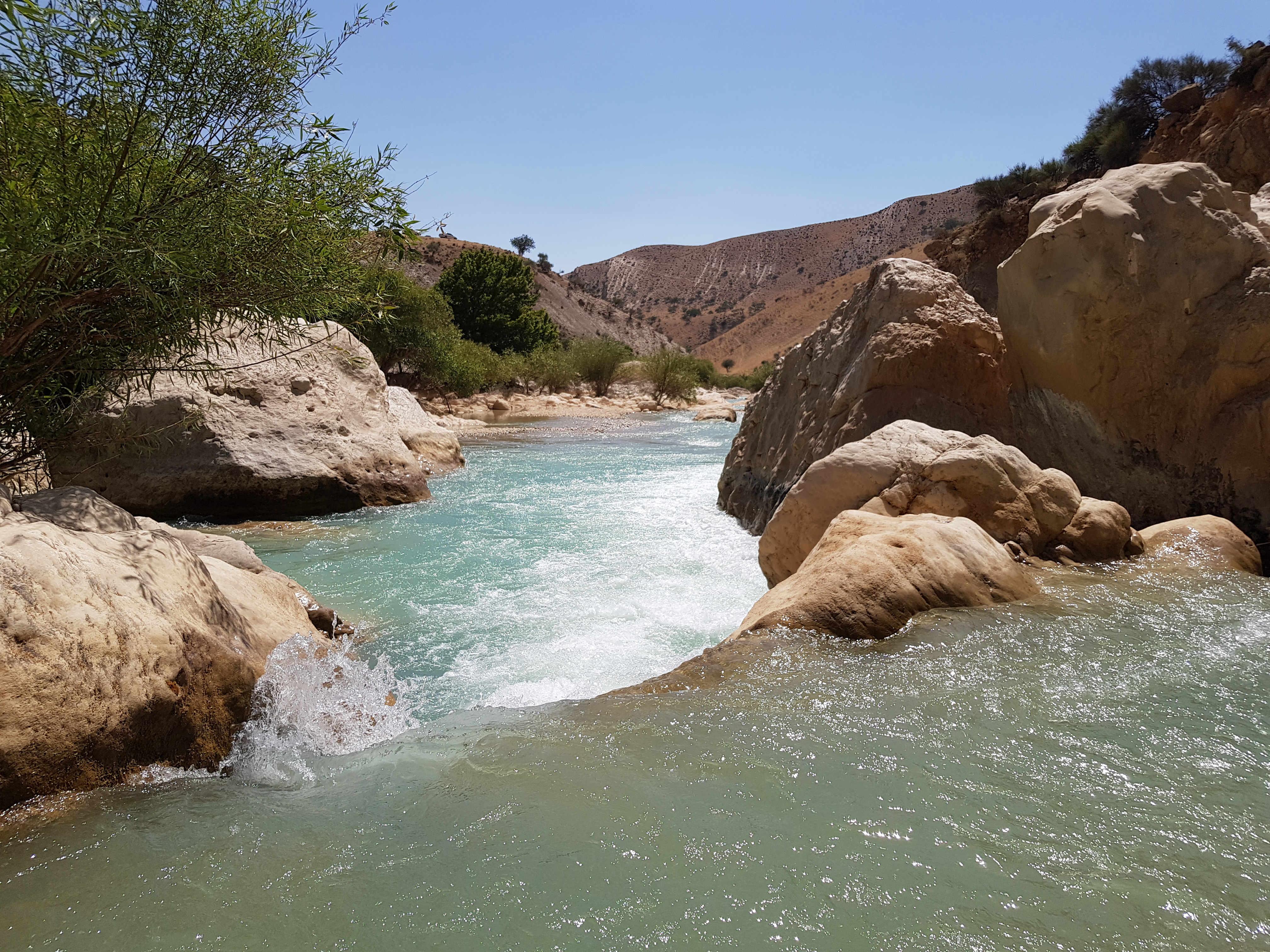
تنگ حسنی پاچر

### هتل‌ها
- هتل المپیک باقری
- هتل پارسیان آزادی
- هتل اتابک
- هتل جهانگردی
- هتل ارم

### مراکز تجاری
- جمعه بازار (روز بازار)

بزرگ‌ترین مجتمع تجاری کهگیلویه و بویراحمد  درحال حاضر که در سال ۱۳۸۷ توسط شهرداری یاسوج با هدف جمع‌آوری دستفروشان احداث گردید.
- مجتمع تجاری تفریحی زاگرس مال

جدیدترین و مدرن‌ترین مجتمع تجاری شهر یاسوج که در بلوار شهید مطهری قرار دارد.
- مجتمع تجاری آسیا
- مجتمع تجاری الماس شهر
- مرکز تجاری اطلس
- پاساژ معراج
- پاساژ ملت
- پاساژ بعثت
- پاساژ امید
- بازار بزرگ رضا
- فروشگاه رفاه (مرکزی)

بزرگ‌ترین فروشگاه استان کهگیلویه و بویراحمد واقع در ابتدای بلوار ستارخان

## ترابری

### برون‌شهری
فرودگاه بین‌المللی شهدای یاسوج
تنها فرودگاه شهر یاسوج که در سال ۱۳۷۳ کلنگ زنی و در سال ۱۳۷۹ به بهره‌برداری رسید.
مرز هوایی این فرودگاه در بهمن ماه سال ۱۴۰۰ تصویب شد.
راه‌آهن
شهر یاسوج تا کنون از داشتن راه‌آهن محروم بوده اما پروژه راه‌آهن یاسوج اقلید در سال ۱۳۸۹ تصویب شد و در سال ۱۳۹۳ عملیات اجرایی آن آغاز شد که پس از چند سال فعالیت این پروژه تعطیل شد.
مهم‌ترین راه‌های یاسوج:
- جاده یاسوج-اقلید
- بزرگراه یاسوج-شیراز
- بزرگراه یاسوج-اصفهان
- جاده پاتاوه-دهدشت
- بزرگراه یاسوج-بابامیدان-گچساران

پایانه مسافربری شهید قرنی
تنها پایانه مسافربری شهر یاسوج که در سال ۱۳۹۴ توسط شهرداری در میدان مقاومت این شهر راه‌اندازه شد.
این پایانه دارای سرویس‌های اتوبوس به شهرهای مختلف و مینی بوس و تاکسی زرد به روستاها و شهرهای کوچک و بزرگ است.

### درون‌شهری
در شهر یاسوج بیش از ۱۰۰۰ دستگاه تاکسی و ۳۶ دستگاه اتوبوس فعالیت می‌کنند.
مهم‌ترین طرح‌های ترافیکی شهر یاسوج عبارت هستند از:
- بلوار آیت الله ملک حسینی

بلواری به طول ۵ کیلومتر و عرض ۴۵ متر موازی با بلوار شهید قرنی که ساخت آن در سال ۱۳۷۰ تصویب شد و در سال ۱۳۹۷ شروع شد.
- ادامه بلوار جمهوری

فاز اول تعریض و بازگشایی این بلوار که میدان امام حسین را به تقاطع شهید عوض زاده و آبشار یاسوج متصل می‌کند در سال ۱۳۹۴ به بهره‌برداری رسید. اما فاز دوم بازگشایی این معبر معطل تأمین اعتبار جهت تملک املاک تجاری در این مسیر می‌باشد.
- ادامه بلوار ارم

بلوار موازی بلوار شهید مطهری که از تقاطع غیرهمسطح شهید عوض زاده شروع شده و با بلوار استاندارد متقاطع می‌شود و سپس به بلوار شهدای بنسنجان متصل می‌شود.

## رسانه‌ها
صدا وسیمای کهگیلویه و بویراحمد شامل شبکه دنا و «رادیو یاسوج» فعالیت خود را به عنوان دفتر خبری درسال ۱۳۶۱ آغاز کرد و تا سال ۱۳۶۵ بیشتر به صورت تهیه و ارسال خبرو گزارش برای شیراز و تهران فعالیت می‌کرد. برنامه‌های تولید صدای مرکز درسال ۱۳۶۵ با شش عنوان برنامه تهیه و پخش می‌شد تا این که در اردیبهشت ماه ۱۳۸۲ صدای استانی شبکه دنا به‌طور رسمی فعالیت خود را آغاز نمود.

## وضعیت طبیعی

### اقلیم

نقشهٔ آب و هوایی ایران؛ شهر یاسوج در جنوب غرب کشور قرار گرفته و آب و هوای آن مدیترانه‌ای است.

بررسی وضعیت جوی شهر یاسوج طی دوره بیست و چهار سالهٔ آماری از سال ۱۳۶۳ تا ۱۳۸۷ حاکی از آنست که متوسط دمای سالانه یاسوج ۱۷ درجه سانتیگراد بوده است. یاسوج در منطقه اقلیمی معتدل مدیترانه‌ای از نوع کوهستانی واقع شده است که از ویژگی‌های بارز و عمده آن تابستانهای معتدل و خنک و زمستانهای سرد و پر برف و باران است. بارندگی زیاد و مناسب سبب پیدایش چشمه‌های متعدد گردیده است، مضاف بر آن وجود توپوگرافی کوهستانی آبشارهای متعددی را با چشم‌اندازهای بی‌نظیر سبب شده است.
| داده‌های اقلیم یاسوج، ایران         | داده‌های اقلیم یاسوج، ایران | داده‌های اقلیم یاسوج، ایران | داده‌های اقلیم یاسوج، ایران | داده‌های اقلیم یاسوج، ایران | داده‌های اقلیم یاسوج، ایران | داده‌های اقلیم یاسوج، ایران | داده‌های اقلیم یاسوج، ایران | داده‌های اقلیم یاسوج، ایران | داده‌های اقلیم یاسوج، ایران | داده‌های اقلیم یاسوج، ایران | داده‌های اقلیم یاسوج، ایران | داده‌های اقلیم یاسوج، ایران | داده‌های اقلیم یاسوج، ایران |
| ماه                                | ژانویه                     | فوریه                      | مارس                       | آوریل                      | مه                         | ژوئن                       | ژوئیه                      | اوت                        | سپتامبر                    | اکتبر                      | نوامبر                     | دسامبر                     | سال                        |
| ---------------------------------- | -------------------------- | -------------------------- | -------------------------- | -------------------------- | -------------------------- | -------------------------- | -------------------------- | -------------------------- | -------------------------- | -------------------------- | -------------------------- | -------------------------- | -------------------------- |
| سابقهٔ بیش‌ترین °C (°F)              | ۱۸٫۸ (۶۶)                  | ۲۰٫۶ (۶۹)                  | ۲۴ (۷۵)                    | ۲۹٫۶ (۸۵)                  | ۳۴٫۴ (۹۴)                  | ۳۹٫۶ (۱۰۳)                 | ۴۰٫۴ (۱۰۵)                 | ۳۹٫۵ (۱۰۳)                 | ۳۶٫۵ (۹۸)                  | ۳۱ (۸۸)                    | ۲۵ (۷۷)                    | ۲۳ (۷۳)                    | ۴۰٫۴ (۱۰۵)                 |
| میانگین بیش‌ترین °C (°F)            | ۸٫۳ (۴۷)                   | ۱۰٫۵ (۵۱)                  | ۱۴٫۴ (۵۸)                  | ۲۰٫۷ (۶۹)                  | ۲۶٫۹ (۸۰)                  | ۳۲٫۶ (۹۱)                  | ۳۵٫۱ (۹۵)                  | ۳۴٫۸ (۹۵)                  | ۳۱٫۱ (۸۸)                  | ۲۴٫۷ (۷۶)                  | ۱۷٫۳ (۶۳)                  | ۱۱٫۸ (۵۳)                  | ۲۲٫۳۵ (۷۲٫۲)               |
| میانگین کم‌ترین °C (°F)             | −۲ (۲۸)                    | −۰٫۵ (۳۱)                  | ۲٫۹ (۳۷)                   | ۷٫۳ (۴۵)                   | ۱۱٫۱ (۵۲)                  | ۱۴٫۹ (۵۹)                  | ۱۸٫۶ (۶۵)                  | ۱۷٫۷ (۶۴)                  | ۱۳٫۵ (۵۶)                  | ۸٫۵ (۴۷)                   | ۳٫۷ (۳۹)                   | ۰٫۵ (۳۳)                   | ۸٫۰۲ (۴۶٫۳)                |
| سابقهٔ کم‌ترین °C (°F)               | −۲۷٫۹ (−۱۸)                | −۱۵٫۲ (۵)                  | −۵٫۵ (۲۲)                  | −۲٫۸ (۲۷)                  | ۳٫۶ (۳۸)                   | ۸٫۸ (۴۸)                   | ۱۲٫۶ (۵۵)                  | ۱۱٫۴ (۵۳)                  | ۵٫۸ (۴۲)                   | ۲٫۶ (۳۷)                   | −۴٫۴ (۲۴)                  | −۲۳ (−۹)                   | −۲۷٫۹ (−۱۸)                |
| بارندگی میلی‌متر (اینچ)             | ۱۹۷٫۹ (۷٫۷۹)               | ۱۵۵٫۹ (۶٫۱۴)               | ۱۶۵٫۸ (۶٫۵۳)               | ۶۵ (۲٫۵۶)                  | ۲۷ (۱٫۰۶)                  | ۱۲ (۰٫۴۷)                  | ۱۶ (۰٫۶۳)                  | ۱۷ (۰٫۶۷)                  | ۱۲ (۰٫۴۷)                  | ۱۱٫۱ (۰٫۴۴)                | ۸۷ (۳٫۴۳)                  | ۲۹۷٫۵ (۱۱٫۷۱)              | ۱٬۰۶۴٫۲ (۴۱٫۹)             |
| میانگین روزهای بارندگی (≥ ۱.۰ mm)  | ۱۴٫۷                       | ۸٫۷                        | ۹٫۶                        | ۶٫۱                        | ۱٫۸                        | ۰٫۲                        | ۰٫۴                        | ۰٫۴                        | ۰٫۱                        | ۱٫۵                        | ۵٫۱                        | ۱۶٫۳                       | ۶۴٫۹                       |
| درصد رطوبت                         | ۷۱                         | ۶۴                         | ۵۷                         | ۵۱                         | ۳۸                         | ۲۷                         | ۲۶                         | ۲۶                         | ۲۶                         | ۳۶                         | ۵۲                         | ۶۴                         | ۴۴٫۸                       |
| میانگین روزانه ساعت‌های تابش آفتاب  | ۱۸۳٫۹                      | ۱۸۹٫۲                      | ۲۱۲٫۷                      | ۲۴۰٫۲                      | ۳۲۰٫۶                      | ۳۵۸٫۵                      | ۳۴۳٫۵                      | ۳۲۹٫۷                      | ۳۱۴٫۲                      | ۲۸۶٫۱                      | ۲۱۸٫۹                      | ۱۹۳٫۳                      | ۳٬۱۹۰٫۸                    |
| منبع: Synoptic Stations Statistics |                            |                            |                            |                            |                            |                            |                            |                            |                            |                            |                            |                            |                            |

بارندگی

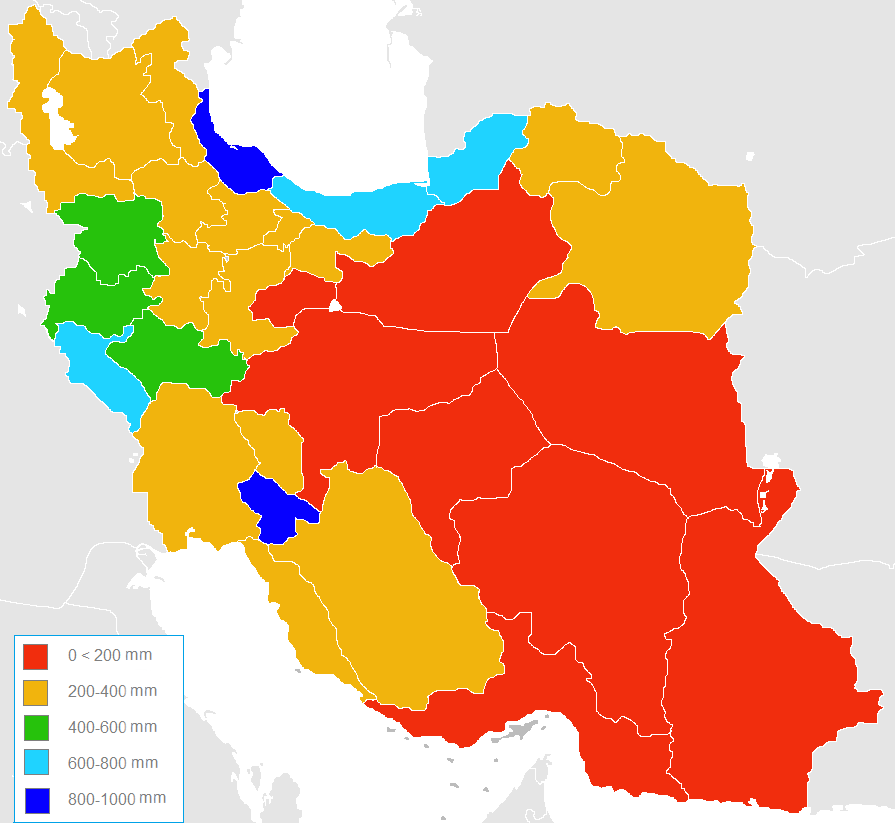
شهر یاسوج دومین مرکز استان پر بارش در ایران است.

شهر یاسوج یکی از پر بارش‌ترین شهرهای ایران است و جایگاه دوم در مراکز ایران از نظر بارش دارد. متوسط مجموع بارش سالیانه مراکز استان‌های ایران از بدو تأسیس ایستگاه هواشناسی آن شهرها تا سال ۲۰۱۰. منبع این آمار، آرشیو اطلاعات هواشناسی در تارنمای سازمان هواشناسی ایران است.
| رتبه | مرکز استان | مجموع بارندگی سالیانه به میلیمتر | دورهٔ آمارگیری |
| ---- | ---------- | -------------------------------- | ------------- |
| ۱    | رشت        | ۱۳۳۷٫۵                           | ۱۹۵۶–۲۰۱۰     |
| ۲    | یاسوج      | ۱۰۶۴٫۲                           | ۱۹۸۷–۲۰۱۰     |

### رودها
بِشار
رود بِشار یکی از منابع آبی با ارزش در استان کهگیلویه و بویراحمد بوده و از نظر زیست‌محیطی و اقتصادی از ارزش بالایی برخوردار است. خشی از اکوسیستم‌های مهم درجنوب غربی کشور و یکی از سرچشمه‌های اصلی رودخانه کارون محسوب شده و سالیانه بیش از یک و نیم میلیارد متر مکعب آب را به دشت‌های خوزستان و از آنجا به خلیج فارس انتقال می‌دهد. رودخانه بِشار شاید در تعریف مانند یکی از بیشمار رودخانه‌های این کشور باشد اما این رودخانه ویژگی‌هایی دارد که آن را منحصر بفرد می‌کند. بِشار شاهرگ حیاتی است که یاسوج و صدها روستا و آبادی بزرگ و کوچک در کنار آن شکل گرفته است. این رودخانه از تنگ سرخ و تنگ تیزاب در مرز استان فارس شروع شده و پس از گذر از یاسوج و دروهان با پیوستن به رود خرسان به کارون می‌ریزد. از آنجایی که هسته اصلی و شاکله شهر یاسوج در دو سوی این رودخانه ایجاد شده پس بستر و حریم آن کاملاً مشخص و معین است.
مهریان
رودخانه مهریان  ازجمله زیست گاه‌های است که از سرشاخه‌های رودخانه بِشار در شهر یاسوج می‌باشد. آب زلال و شفاف رودخانه مهریان که بخشی از آن از چشمه‌های تنگ معروف به کبوتری است پس از طی مسیر به رودخانه بِشار یاسوج و رودخانه کارون در استان خوزستان می‌ریزد.

## مراکز آموزش عالی
- دانشگاه یاسوج
- دانشگاه علوم پزشکی یاسوج[۳۹][۴۰]

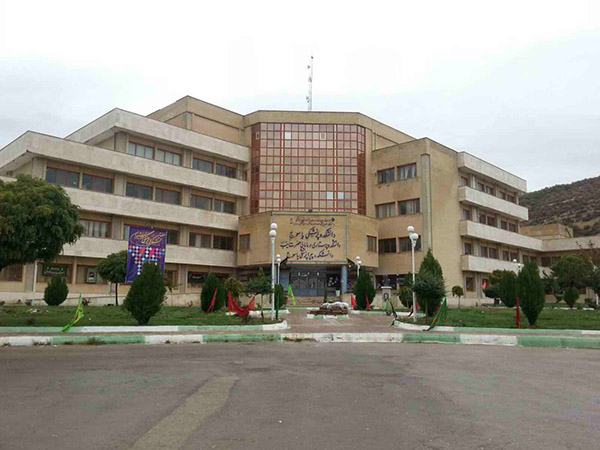
دانشگاه علوم پزشکی یاسوج

- دانشگاه آزاد اسلامی واحد یاسوج
- دانشگاه پیام نور مرکز یاسوج
- دانشگاه آزاد اسلامی واحد علوم و تحقیقات کهگیلویه و بویراحمد
- دانشگاه علمی کاربردی کهگیلویه و بویراحمد
- آموزشکده سما واحد یاسوج
- مؤسسه آموزش عالی پویا
- دانشگاه فرهنگیان پردیس کوثر یاسوج
- دانشگاه فرهنگیان پردیس شهید ایزدپناه یاسوج
- آموزشکده فنی و حرفه‌ای دختران یاسوج
- آموزشکده فنی و حرفه‌ای پسران یاسوج[۴۱][۴۲]

## شهرهای خواهرخوانده
- یاسوج با شهر حصار تاجیکستان دارای پیوند خواهرخواندگی است:

- حصار، تاجیکستان[۴۳]

## محله‌ها
- راهنمایی
- سالم‌آباد
- محمودآباد
- معصوم‌آباد
- نجف‌آباد
- اکبرآباد
- بازار
- زیرتل
- دولت‌آباد
- تلزالی
- شرف‌آباد
- مادوان
- بلهزار
- مهریان
- تل خسرو
- سرابتاوه
- کیان شهر (شهرک سپاه)
- شهرک جهاد
- شهرک امام حسین
- شهرک میلاد
- شهرک بلکو
- شهرک ولایت

## نگارخانه

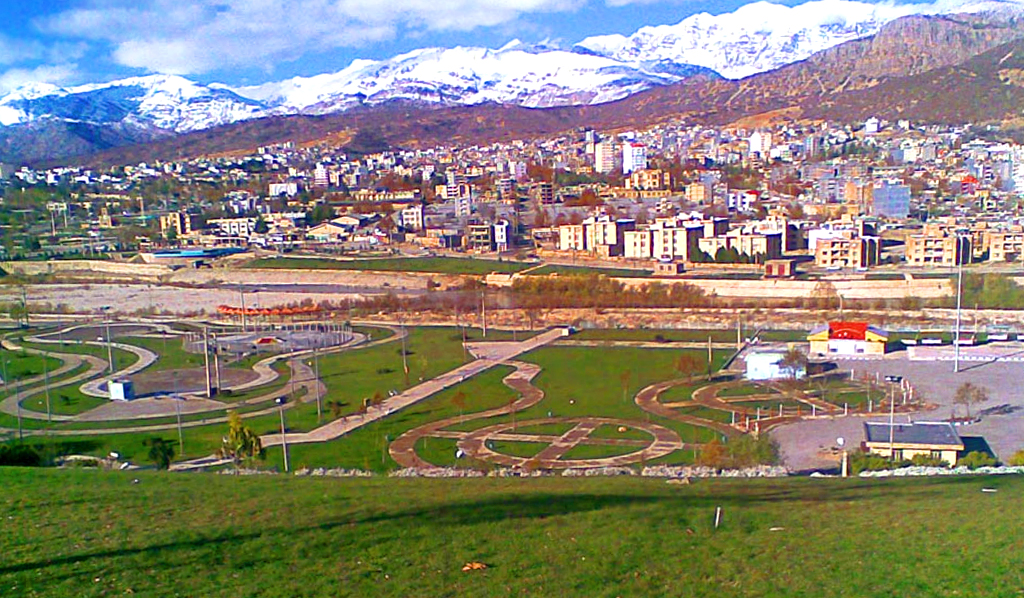
پائیز یاسوج
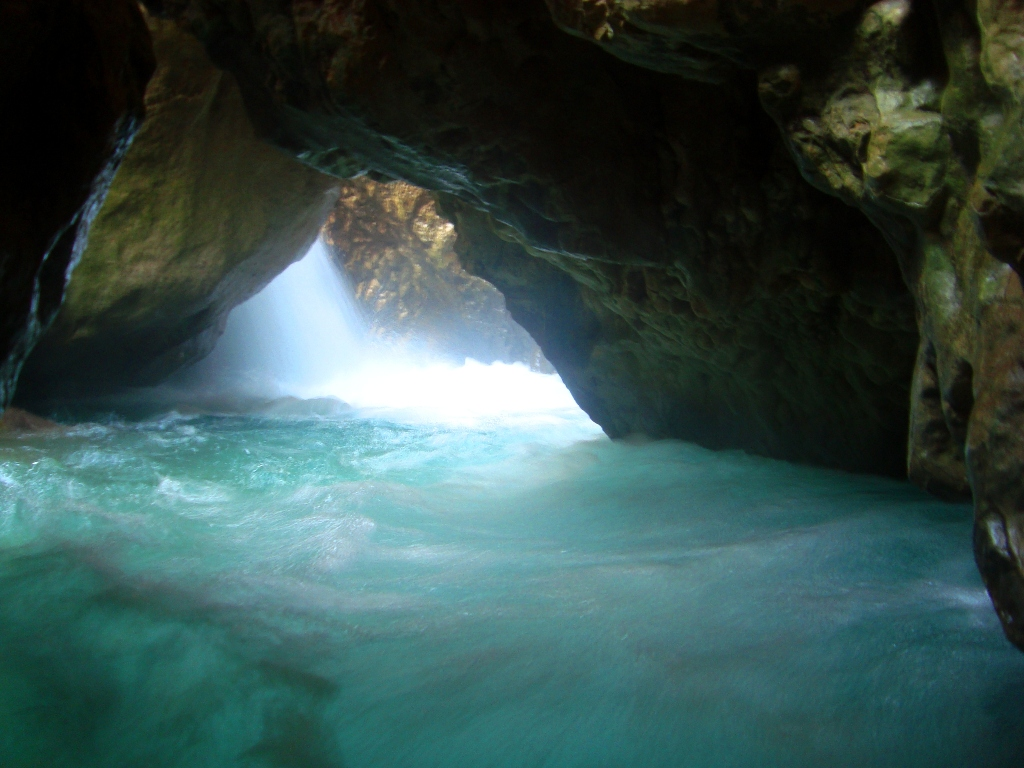
تنگ مهریان
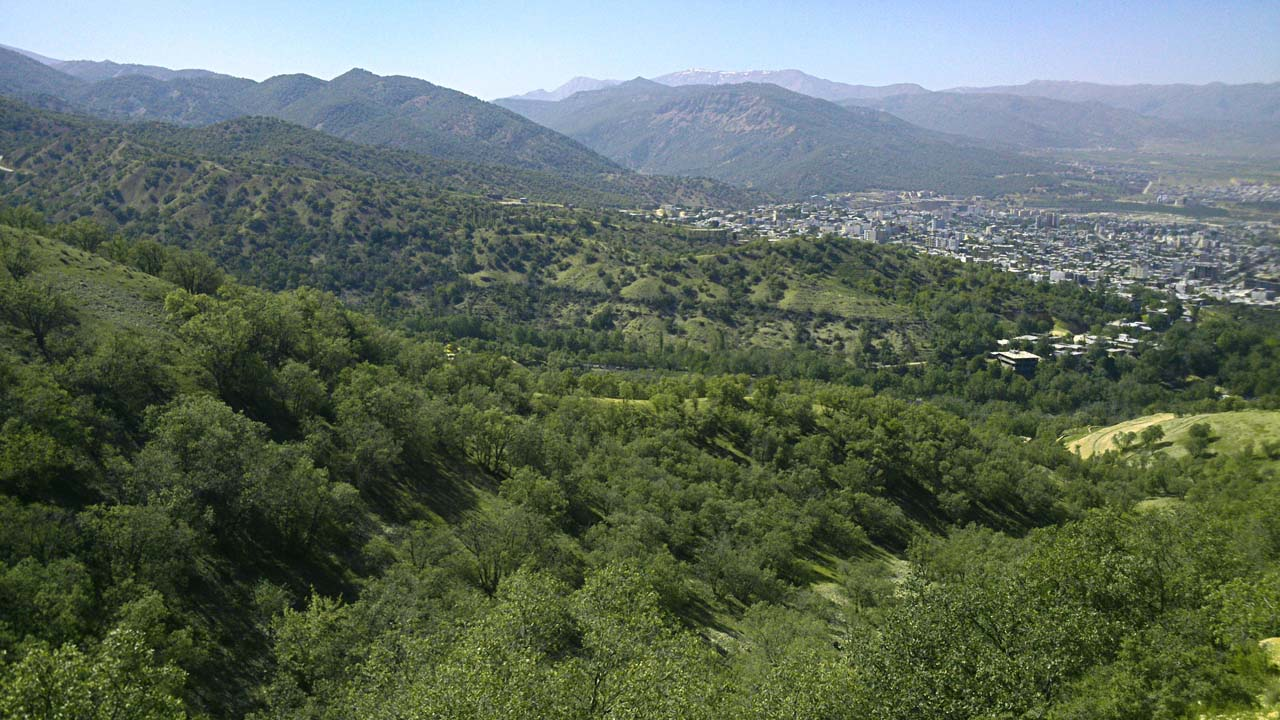
پارک جنگلی یاسوج
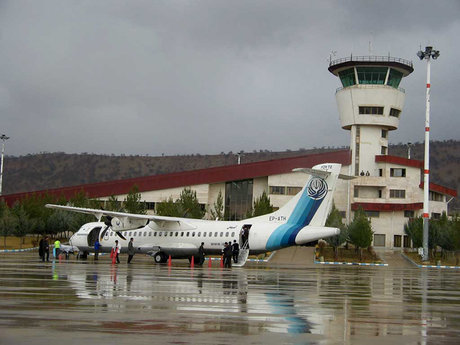
فرودگاه یاسوج
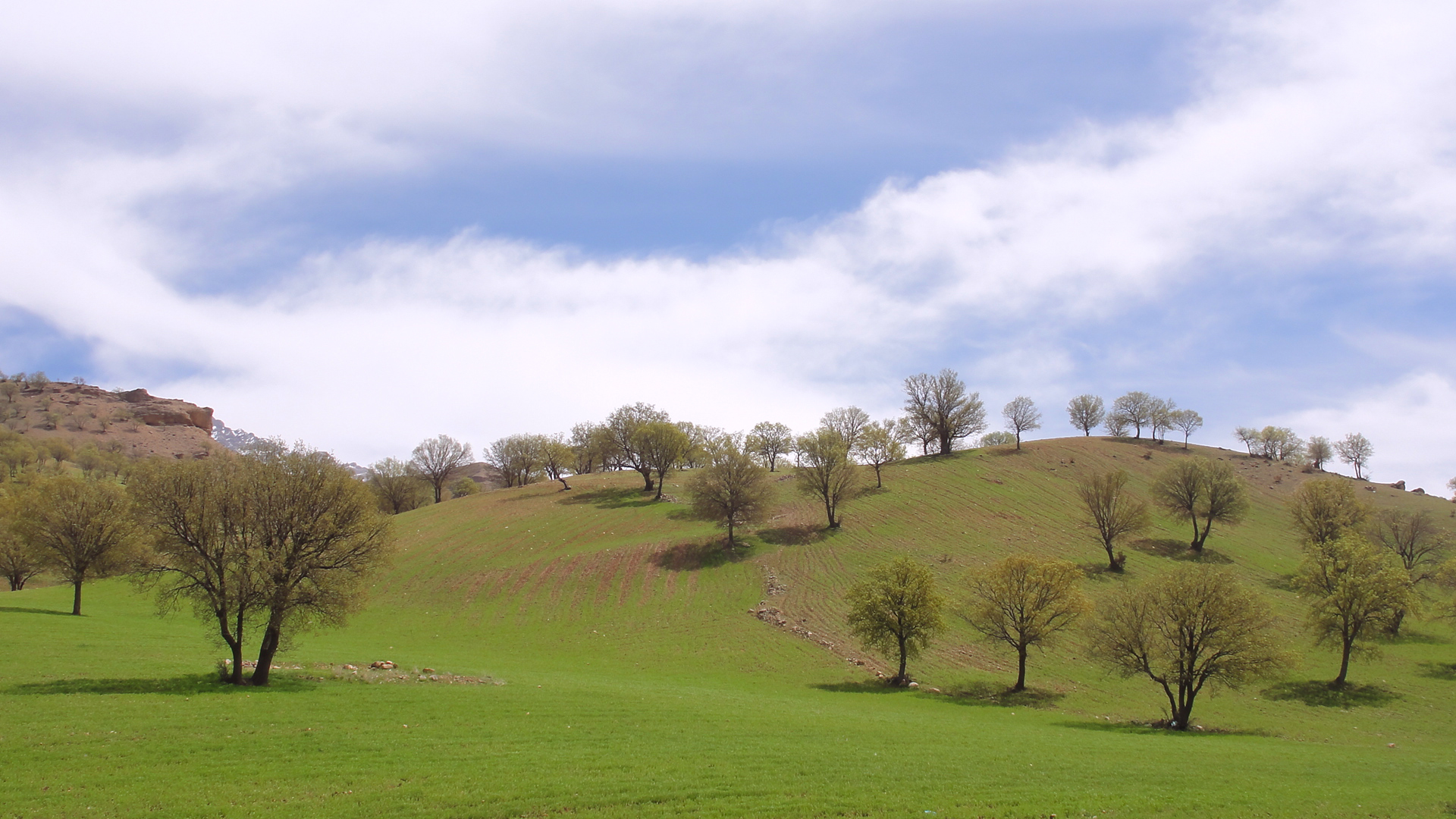
منظره‌ای از حوالی یاسوج
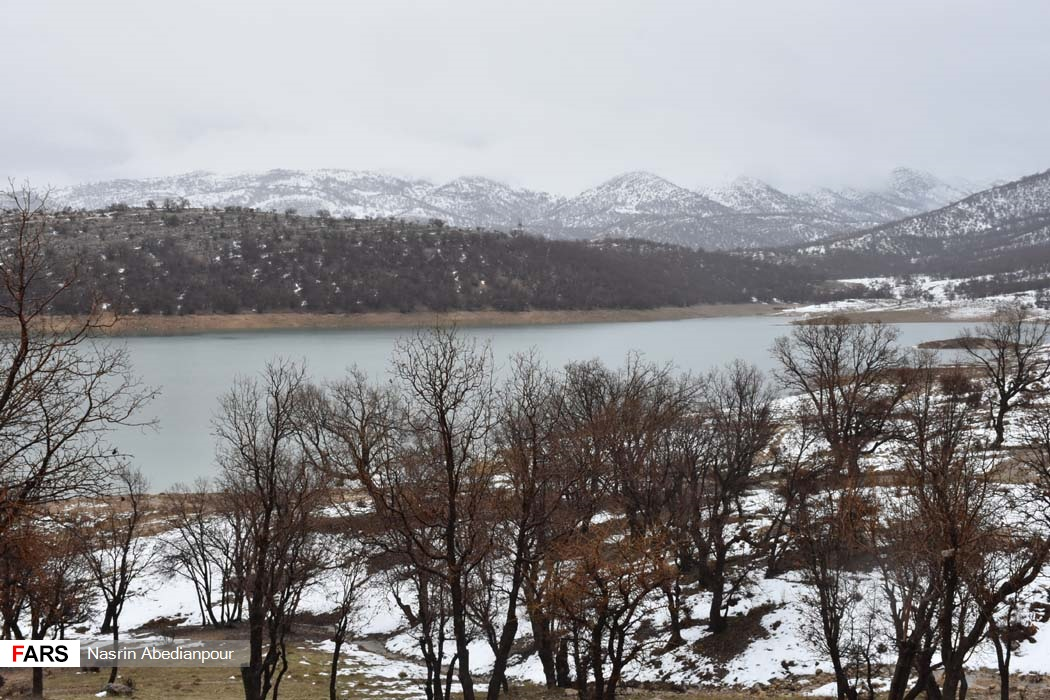
سد شاه قاسم یاسوج
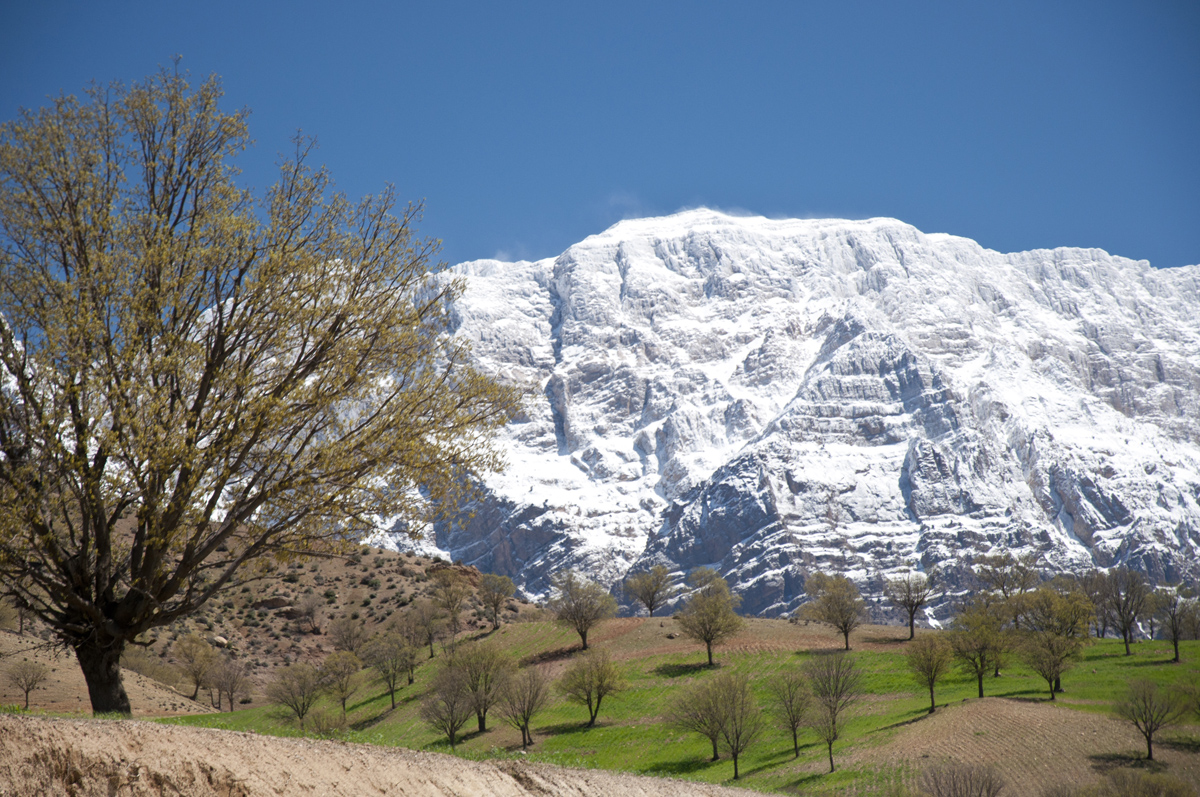
زاگرس و کوه‌های دنا
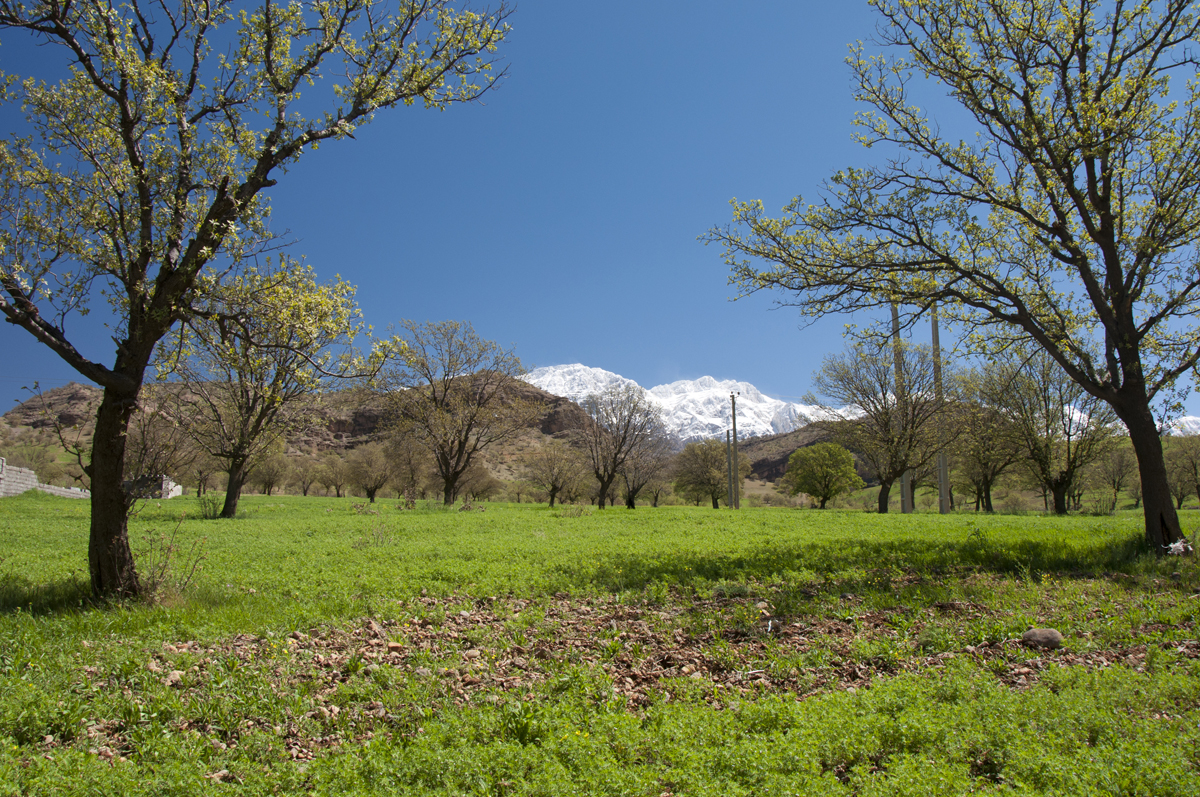
بهار یاسوج
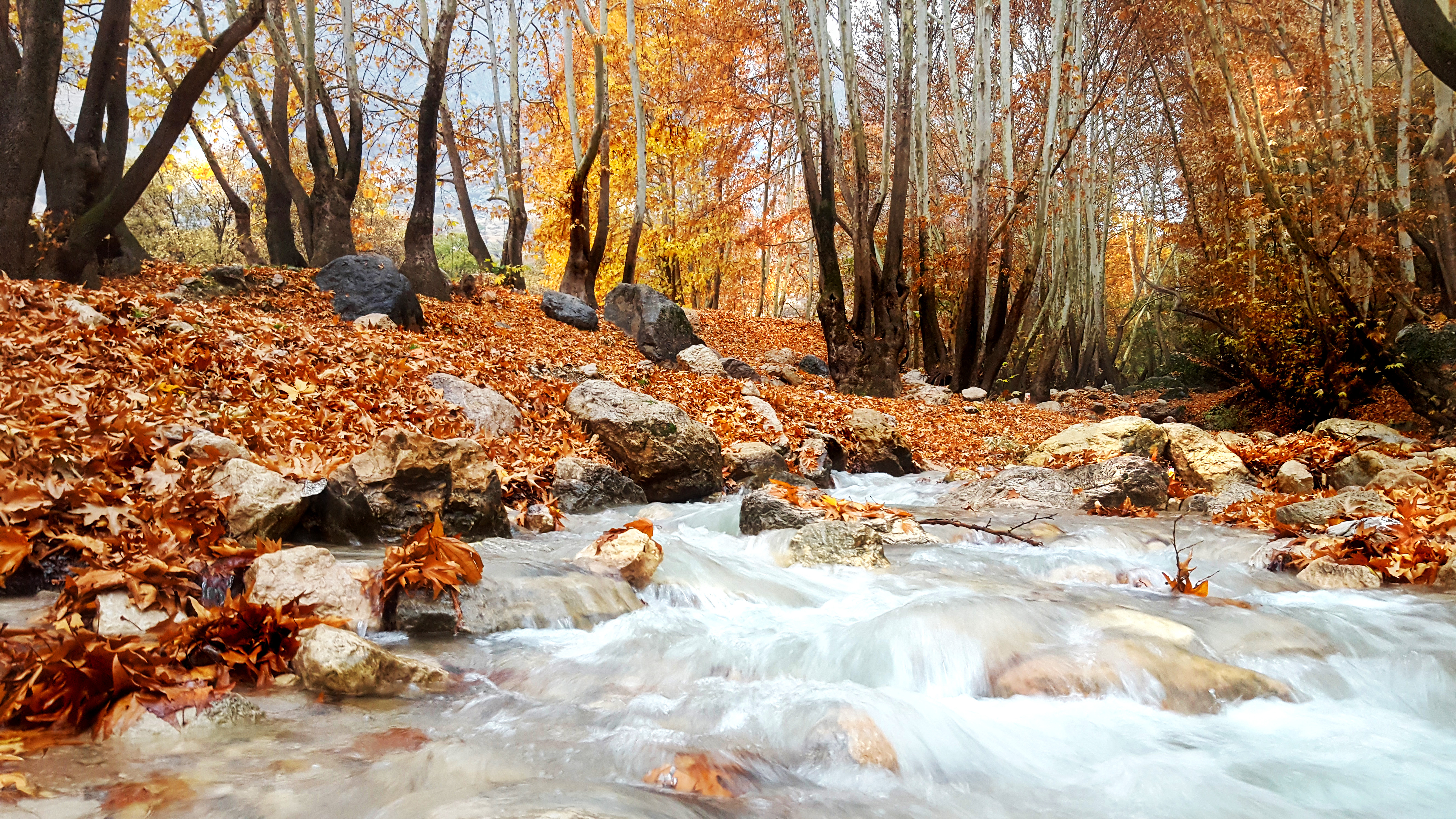
تنگ گنجه‌ ای یاسوج
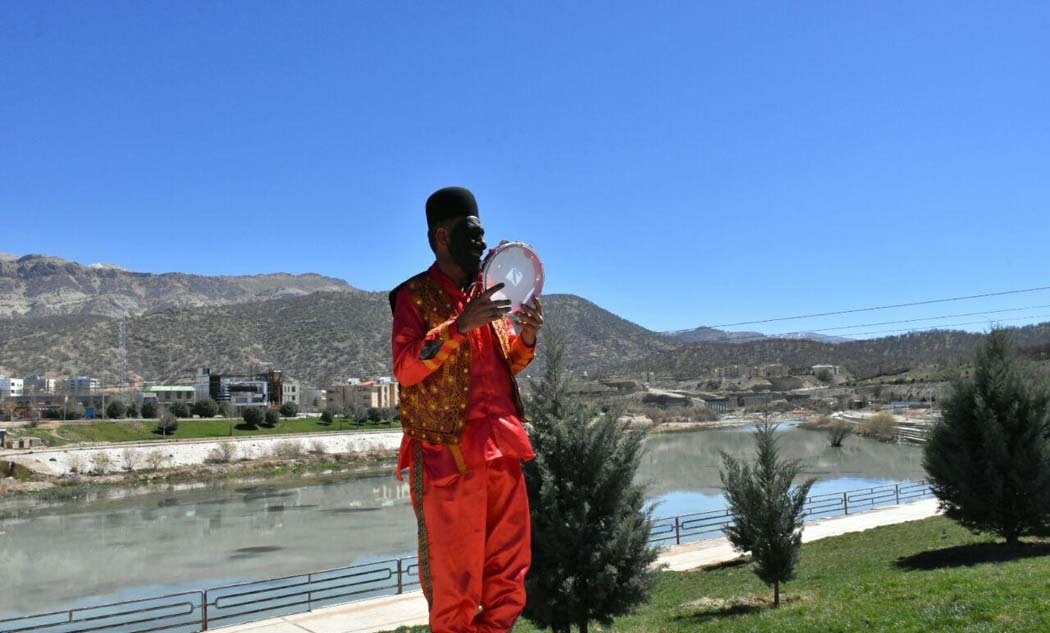
نوروز در یاسوج
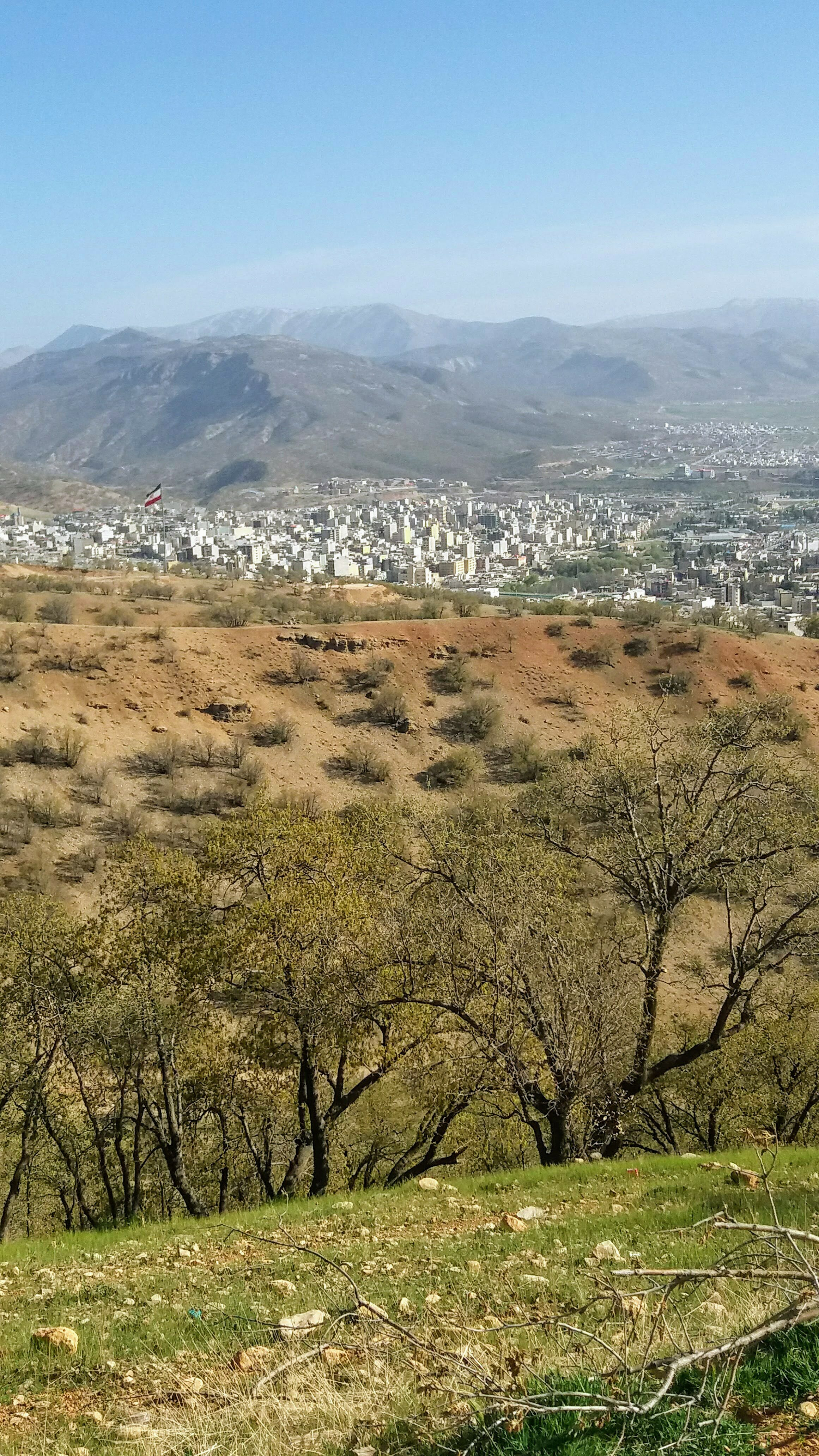
نمایی از شهر یاسوج
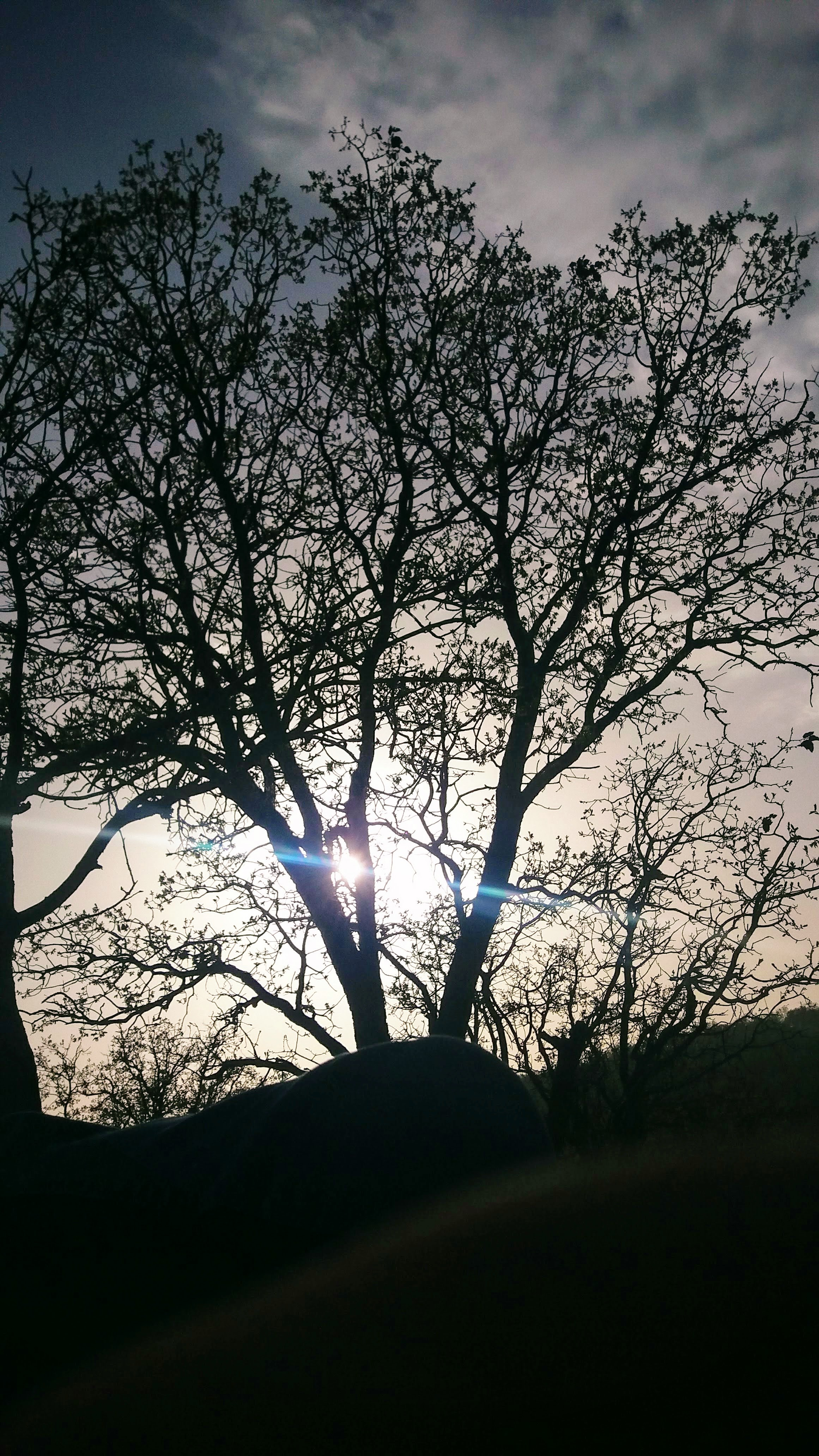
درخت بلوطی در پارک جنگلی یاسوج